# 1995

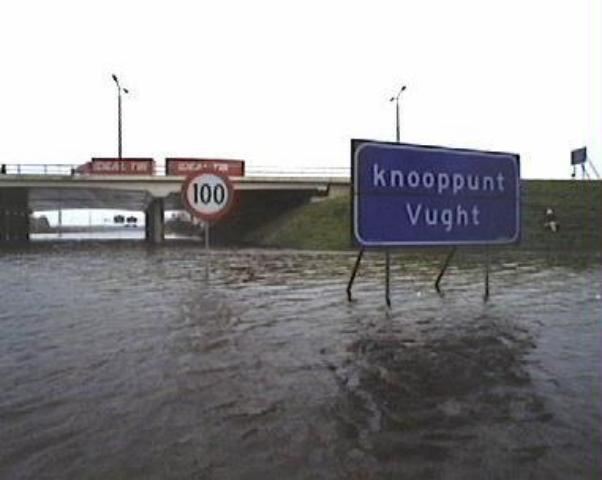
Wateroverlast in Nederland.

Het jaar 1995 is een jaartal volgens de christelijke jaartelling.

## Gebeurtenissen
januari
- 1 - Oostenrijk, Finland en Zweden treden toe tot de Europese Unie.
- 1 - De Wereldhandelsorganisatie WTO (World Trade Organisation) treedt in werking ter vervanging van GATT (General Agreement on Tariffs and Trade).
- 1 - De Belgische provincie Brabant wordt langs de taalgrens opgedeeld in de provincies Vlaams-Brabant en Waals-Brabant, en het Brussels Hoofdstedelijk Gewest.[1]
- 1 - De Nederlandse Spoorwegen worden volgens Europese regels opgesplitst. Het eigendom van het spoornet gaat over naar het Rijk, met als uitvoerende instantie het Ministerie van Financiën. De NS houdt zich vanaf nu alleen nog bezig met het laten rijden van treinen. Derden krijgen nu toegang tot het spoornet.
- 1 - Voor het eerst wordt een officiële meting van een monstergolf vastgelegd bij het Draupnerplatform in de Noordzee; het gaat om een 26 meter hoge golf.
- 9 - Valeri Poljakov verlaat na 366 dagen het ruimtestation Mir. Het is het langste verblijf ooit.
- 17 - De Japanse stad Kobe wordt getroffen door een zware aardbeving met een kracht van 7,3 op de schaal van Richter. De stad wordt voor een groot deel verwoest. Er vallen 6633 doden.
- 22 - In het Israëlische Beit-Lid wordt een bomaanslag gepleegd. Door deze Palestijnse zelfmoordaanslag komen 23 mensen (inclusief twee daders) om het leven.
- 30 - De Vlaamse tv-zender Ka2 (later Kanaal 2, KanaalTwee, 2BE, Q2 en sinds 2020 VTM2) wordt opgericht door de VMMa.
- 31 - Nederland wordt getroffen door grote wateroverlast. Door de hoge waterstand dreigen dijken van met name de Waal en de Merwede, zoals bij Ochten, Hurwenen en Boven-Hardinxveld, het te begeven. Commissaris van de Koningin van Gelderland Jan Terlouw besluit tot verplichte evacuatie van een kwart miljoen inwoners van onder andere de Bommelerwaard, de Tielerwaard en omgeving.

februari
- 1 - De Vlaamse commerciële tv-zender VT4 gaat van start. Er wordt uitgezonden via een U-bochtconstructie vanuit de historische gebouwen van de BBC om zo de Vlaamse regelgeving te omzeilen.
- 5 - In België wordt de dienstplicht opgeschort.
- 6 - Arantxa Sánchez Vicario lost Steffi Graf na 87 weken af als de nummer één op de wereldranglijst der proftennissters: de Spaanse moet die positie na twee weken weer afstaan aan haar Duitse collega.
- 15 - In de V.S. wordt Kevin Mitnick gearresteerd. Hij brak in in sommige van de meest beveiligde computersystemen van het land.
- 18 - In België wordt Proton ingevoerd, een elektronische portemonnee.
- 21 - Bij een gevangenisopstand in de Serkadji gevangenis in Algerije komen in 1,5 dagen tijd vier cipiers en 96 gevangenen om.
- 20 - De Vlaamse veearts-keurder Karel Van Noppen wordt niet ver van zijn huis doodgeschoten. De moord gebeurde in opdracht van de hormonenmaffia.
- 23 - In de schoot van de Beweging voor directe democratie wordt te Antwerpen de werkgroep WIT opgericht, met het oog op de parlementsverkiezingen.
- 26 - De oudste investeringsbank van het Verenigd Koninkrijk, Barings Bank, gaat failliet nadat effectenmakelaar Nick Leeson €1,1 miljard verloor op de beurs van Tokio.

maart
- 3 - De VN-missie in Somalië wordt beëindigd zonder dat het beoogde resultaat – herstel van de orde in het land – is bereikt.
- 11 - Openingsceremonie van de twaalfde Pan-Amerikaanse Spelen, gehouden in Mar del Plata.
- 13 - In Kopenhagen wordt de filmgroep Dogma 95 opgericht.
- 20 - De sekte Aum Shinrikyo verspreidt het zenuwgas sarin in vijf metrostations van Tokio in Japan. Twaalf mensen komen om, meer dan zesduizend raken gewond.
- 22 - Kosmonaut Valeri Poljakov keert na een recordverblijf van 438 dagen in de ruimte terug naar de Aarde.
- 26 - De Verdragen van Schengen worden geïmplementeerd: tussen de eerste 7 landen van de Europese Unie vallen de fysieke grenzen weg.

april
- 3 - De Amandine loopt voor het laatst de haven van Oostende binnen. Daarmee valt ook het doek over de Oostendse IJslandvaart.
- 10 - Sjanghai Metrolijn 1 wordt geopend en is daarmee de eerste metrolijn is een ambitieus plan van de gemeente Sjanghai om een netwerk van zo'n 20 metrolijnen aan te leggen binnen 40 jaar tijd.
- 10 - Andre Agassi lost Pete Sampras na 82 weken af als nummer één op de wereldranglijst der tennisprofessionals: de Amerikaan moet die positie na dertig weken weer afstaan aan zijn landgenoot.
- 19 - Bij een bomaanslag in Oklahoma City, VS, komen 168 mensen om het leven, onder wie 19 kinderen.
- 20 - Er wordt een akkoord tussen Canada en de EU bereikt aangaande de zogenaamde Tarbotoorlog.
- 21 - Nederland eindigt als vierde bij het wereldkampioenschap ijshockey voor B-landen in Kopenhagen.
- 22 - Mauro Gianetti wint de 30e editie van Nederlands enige wielerklassieker, de Amstel Gold Race.

mei
- 1 - Als eerste Nederlandse muziekstation op TV start TMF (The Music Factory) met uitzenden. Ook de zender TV 10 Gold zendt vanaf deze datum uit.
- 7 - Jacques Chirac wordt tot president van Frankrijk gekozen.
- 7 - Finland verslaat gastland Zweden in de finale van het wereldkampioenschap ijshockey voor A-landen in Stockholm.
- 11 - Meer dan 170 landen beslissen in New York tot een verlenging van het Nucleaire Non-proliferatieverdrag van 1 juli 1968 voor onbepaalde duur en zonder voorwaarden.
- 14 - dalai lama Tenzin Gyatso verkondigt dat de 6-jarige Gendün Chökyi Nyima de 11e reïncarnatie van de pänchen lama is.
- 21 - De hockeysters van Kampong prolongeren de landstitel in de Nederlandse hoofdklasse door HGC met 2-0 te verslaan in het tweede duel uit de finale van de play-offs.
- 23 - De programmeertaal Java wordt aangekondigd.
- 23 - In Rome wordt de grootste moskee van Europa ingewijd.
- 24 - Ajax wint de Champions League finale van AC Milan door een doelpunt van Patrick Kluivert.
- 25 - Bij een aanval van Bosnische Serven op de stad Tusla worden 70 burgers gedood.
- 25 - Gastland Zuid-Afrika opent het derde officiële wereldkampioenschap rugby door titelverdediger Australië met 27-18 te verslaan.
- 27 - Acteur Christopher Reeve raakt in Virginia verlamd vanaf de nek na een val van zijn paard.
- 28 - Neftegorsk in Rusland wordt getroffen door een aardbeving met een kracht van 7,6 op de schaal van Richter. 2/3 van de bevolking, of 2000 mensen, komen om.
- 28 - Amsterdam wint de landstitel in de Nederlandse hoofdklasse door HDM met 4-3 te verslaan in het tweede duel uit de finale van de play-offs.

juni

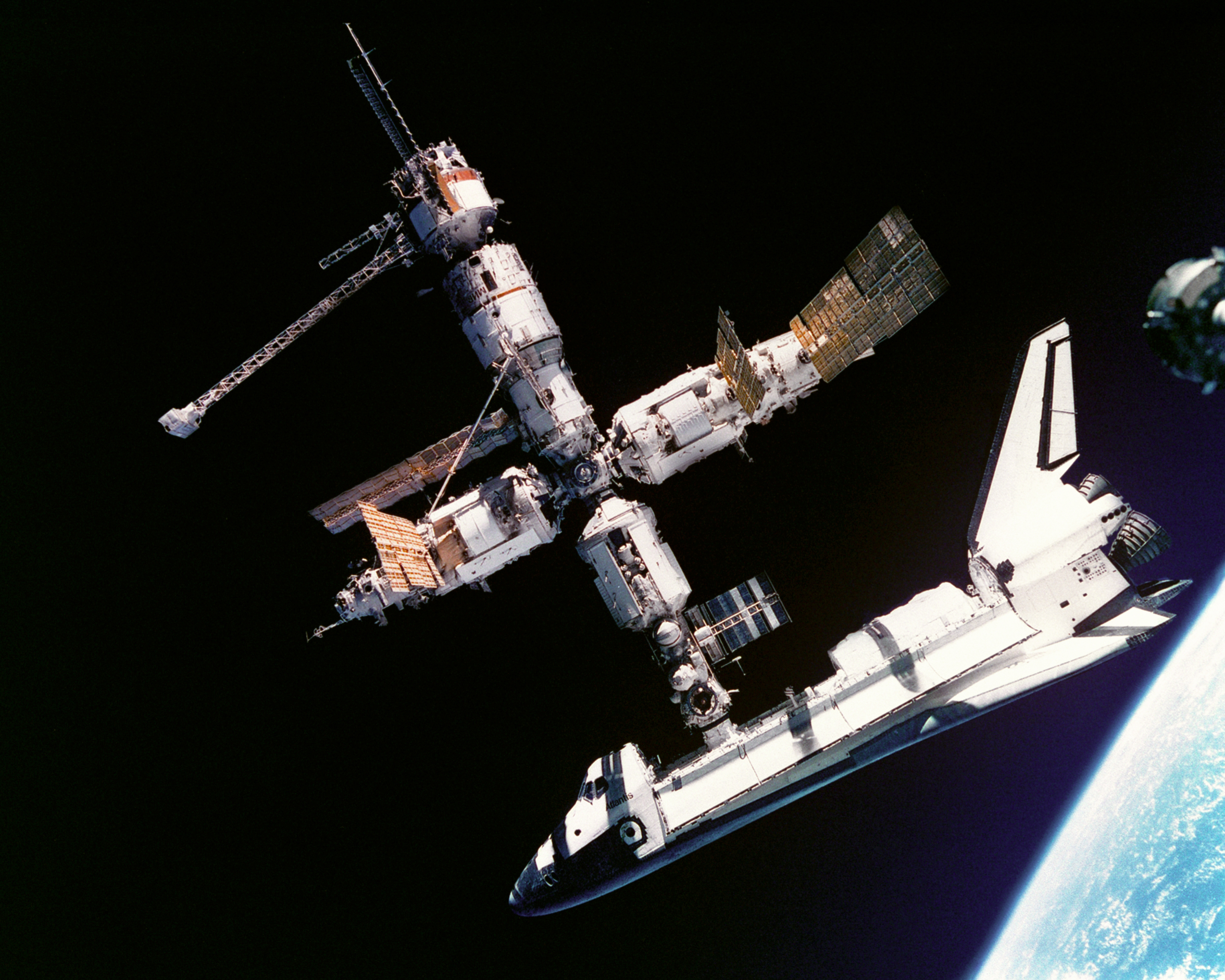
Spaceshuttle Atlantis gekoppeld aan het ruimtestation Mir

- 25 - Zuid-Afrika wint voor het eigen publiek in het Ellis Parkstadion in Johannesburg het derde officiële wereldkampioenschap rugby door in de finale Nieuw-Zeeland met 15-12 te verslaan.
- 25 - In het Wagener-stadion in Amstelveen heroveren de Nederlandse hockeysters de Europese titel door Spanje in de finale na strafballen te verslaan.
- 26 - De Egyptische president Moebarak overleeft een moordaanslag in Ethiopië.
- 29 - De Spaceshuttle Atlantis koppelt met de Russische Mir.[2] Dit wordt gezien als symbool voor de samenwerking in de ruimte na het einde van de Koude Oorlog.
- 29 - Ruim 500 mensen komen om het leven bij het instorten van het Sampoong-Winkelcentrum in Zuid-Korea.
- 29 - Een meting door Rijkswaterstaat levert de vaststelling op van het laagste punt van Nederland op 6,74 meter onder Normaal Amsterdams Peil in de Zuidplaspolder.

juli
- Een hittegolf treft het midwesten van de Verenigde Staten. Gedurende 5 opeenvolgende namiddagen bereikt de temperatuur 40 °C. Minstens 3000 mensen sterven.
- 1 - Irak geeft, na bewijs van UNSCOM, toe dat er een biologisch wapenprogramma bestaat.
- 8 - in de Hengelose wijk Groot Driene wordt het winkelcentrum door een uitslaande brand in de as gelegd.
- 11 - Bosnisch-Servische troepen veroveren de moslimenclave Srebrenica in Bosnië en Herzegovina, op dat moment beveiligd door Nederlandse VN-militairen, en plegen genocide op 7500 mannen en jongens.
- 18 - De Italiaanse wielrenner Fabio Casartelli komt om het leven bij een valpartij in de 15de etappe van de Ronde van Frankrijk tijdens de afdaling van de Col de Portet d'Aspet. Hij komt met zijn hoofd tegen een betonblok en overlijdt enkele uren later in het ziekenhuis.
- 23 - Miguel Indurain wint de 82ste editie van de Ronde van Frankrijk. Het is de vijfde eindoverwinning op rij voor de Spaanse wielrenner.
- 23 - De komeet Hale-Bopp wordt ontdekt.
- juli - Het eerste fietsroutenetwerk wordt in het noordoosten van Limburg geopend.

augustus
- 1 - In Flevoland vindt de 18de Wereld Scouts Jamboree plaats in Dronten met als Thema "Future is Now". Er zijn 28960 deelnemers. Het vindt plaats op het evenemententerrein van Biddinghuizen.
- 4tot 6 - Kroatië lanceert Operatie Storm tegen het Servische leger in Krajina dat zich terugtrekt tot Bosnië. Vele duizenden Serviërs ontvluchten de Krajina of worden daaruit verjaagd.
- 24 - Onder massale mediabelangstelling wordt wereldwijd Windows 95 van Microsoft gelanceerd.
- 27 - In Dublin verliest de Nederlandse hockeyploeg in de finale van het Europees kampioenschap op strafballen van titelverdediger Duitsland.
- 28 - Bosnische Serviërs voeren een mortieraanval uit op de Markalemarkt in Sarajevo
- 28 - SBS6 begint zijn uitzendingen.
- 30 - De NAVO-bombardementen tegen de Servische posities begint in Bosnië.
- 30 - Oprichting van het Eerste Duits-Nederlandse Legerkorps, waarin het 1e Nederlandse legerkorps en het 3e Duitse legerkorps opgaan.

september
- 1 - Veronica verlaat het publieke bestel en begint aan het commerciële avontuur.
- 4 - In Peking begint de 4e wereldconferentie voor vrouwen met 4750 afgevaardigden uit 181 landen.
- 4 - AuctionWeb, de eerste naam voor de internetveilingsite eBay komt online.
- 5 - Ondergrondse kernproef van Frankrijk op het eiland Mururoa.
- 7 - Space shuttle Endeavour wordt gelanceerd voor missie STS-69. Het is de 100e succesvolle bemande ruimtevlucht uitgevoerd door de Amerikaanse ruimtevaartorganisatie NASA.
- 9 - De Sony PlayStation wordt op de markt gebracht in de V.S.
- 19 - Noorwegen begint met de oliewinning uit het Troll olie- en gasveld, 65 km. buiten de kust ter hoogte van Bergen.

oktober
- 3 - De president van Macedonië, Kiro Gligorov, raakt gewond bij een aanslag met een autobom in de hoofdstad Skopje.
- 4 - O.J. Simpson wordt door de jury onschuldig bevonden aan dubbele moord.
- 6 - Ontdekking door de Zwitserse astronomen Michel Mayor en Didier Queloz van 51 Pegasi b, de eerste extrasolaire planeet welke rond een hoofdreeksster draait.
- 9 - De Amtrak Sunset Limited ontspoort op een brug over een zijrivier van de Mississippi. De oorzaak waren verbogen sporen na een aanvaring van een binnenschip met de brug.
- 10 - Door een modernisering van het telefoonnetwerk bestaan alle Nederlandse telefoonnummers vanaf deze datum uit tien cijfers.
- 17 - Mislukte bomaanslag op de Arnhemse vestiging van Crédit Lyonnais.
- 17 - Jeanne Calment uit Frankrijk overtreft de niet-officieel erkende leeftijd van de Japanner Shigechiyo Izumi, met op dat moment 120 jaar en 238 dagen, en is hierdoor officieel de oudste mens die ooit heeft geleefd.
- 22 - Willy Claes neemt ontslag als secretaris-generaal van de NAVO als gevolg van de Agusta-Zaak in België.
- 30 - Separatisten uit Quebec verliezen nipt een referendum voor onafhankelijkheid van Canada.
- 31 - De enclavegrenzen van Baarle-Hertog en Baarle-Nassau worden opgewaardeerd tot Rijksgrens.

november

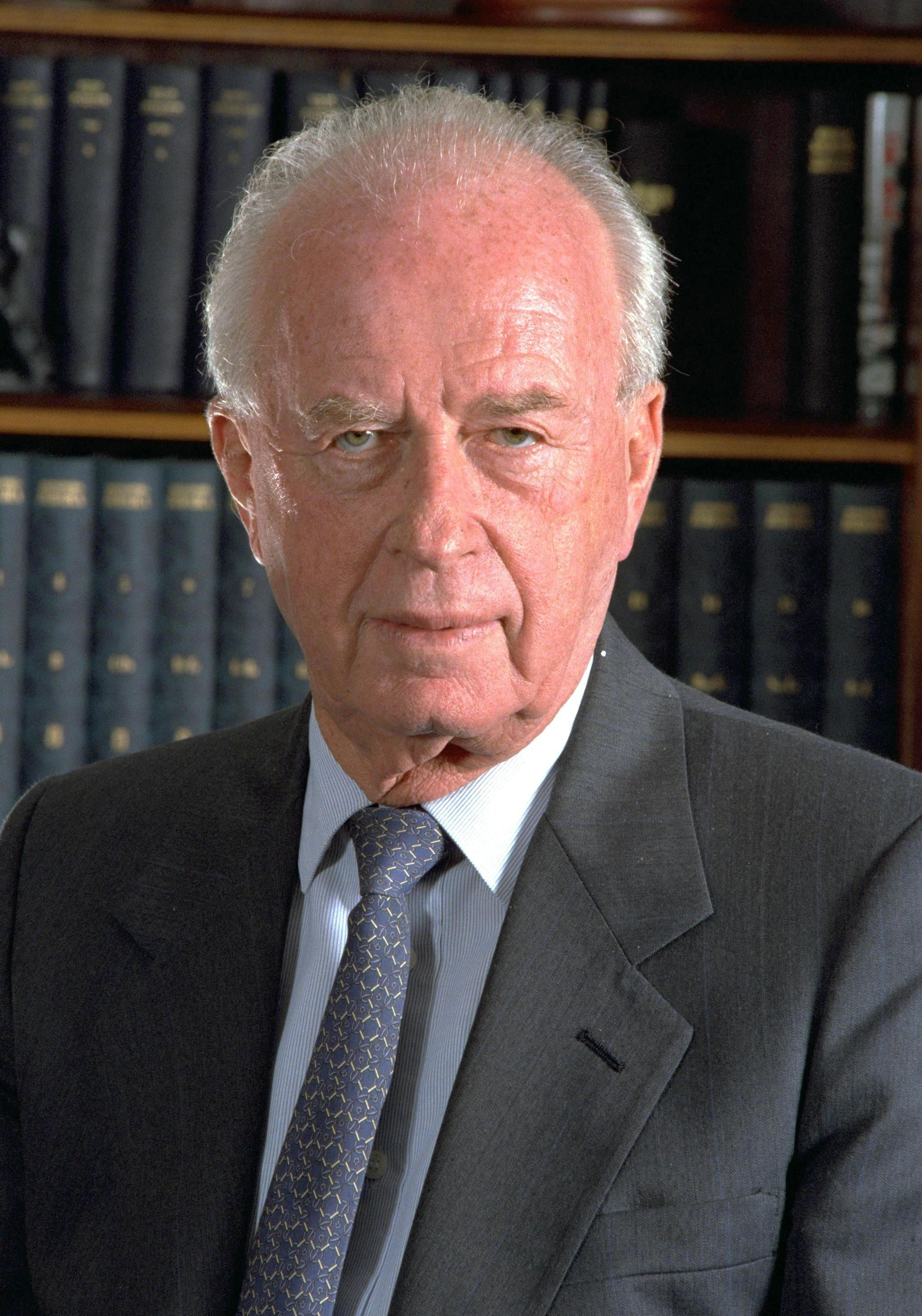
Yitzhak Rabin

- Lech Wałęsa verliest de presidentsverkiezingen in Polen van Aleksander Kwaśniewski.
- 1-21 - De akkoorden van Dayton worden besproken, die de situatie in Bosnië moeten regelen.
- 4 - Premier Yitzchak Rabin wordt getroffen door een kogel van een extreemrechtse Israëli. Hij sterft later in het ziekenhuis op de operatietafel.
- 5 - In Georgië wint Edoeard Sjevardnadze de presidentsverkiezingen en wint zijn Burgerunie de parlementsverkiezingen. De verkiezing betekent de herinvoering van het presidentschap, nadat deze functie in 1992 na een coup tijdelijk was opgeheven.
- 10 - De Nigeriaanse schrijver Ken Saro-Wiwa wordt geëxecuteerd.
- 11 - De vijfjarige Gyancain Norbu wordt door de Chinese overheid uitgeroepen tot 11e Panchen Lama van Tibet. De zesjarige Gendün Chökyi Nyima, die door de Tibetanen als Panchen Lama wordt beschouwd, is door de Chinezen weggevoerd en verdwijnt spoorloos.
- 13 - Het bestuur van Jenin als eerste Palestijnse stad wordt door Israël overgedragen aan de Palestijnse Autoriteit in het kader van de Oslo-akkoorden.
- 20 - De EU en Israël tekenen in Brussel een samenwerkingsverdrag.
- 22 - In Nederland wordt het lichaam van Nicole van den Hurk, die sinds 6 oktober 1995 vermist werd, gevonden in de bossen tussen Mierlo en Lierop.
- 28 - Ajax wint de Wereldbeker voor Clubteams door na een 0-0 stand het Braziliaanse Gremio na strafschoppen te verslaan. Danny Blind scoorde de beslissende strafschop.
- 30 - Javier Solana wordt onverwacht uitgekozen om de nieuwe secretaris-generaal van de NAVO te worden. In de Verenigde Staten sturen 52 congresleden een protesttelegram naar het Witte Huis omdat Solana een pro-Castro politiek voerde ten aanzien van Cuba toen hij Spaans minister van buitenlandse zaken was.

december
- Frankrijk wordt lamgelegd door een algemene staking van spoorwegpersoneel en andere ambtenaren tegen herziening van het pensioenstelsel en andere bezuinigingsmaatregelen. Het spoor, de RER en de posterijen liggen plat tot het pensioenplan op 15 december wordt ingetrokken.
- De Soufrière-vulkaan op Montserrat komt tot uitbarsting.
- 14 - Met de ondertekeningen van de akkoorden van Dayton in Parijs wordt de Bosnische Burgeroorlog beëindigd.
- 15 - Het Bosmanarrest van het Europees Hof van Justitie schept nieuwe verhoudingen in de voetbalwereld. Voetbalprofs mogen voortaan, na het verstrijken van hun contract, transfervrij vertrekken. Dit komt hun marktwaarde aanzienlijk ten goede.
- 16 - Iraakse duikers onder leiding van UNSCOM vinden in de Tigris nabij Bagdad meer dan 200 Russische raketten en raketonderdelen.
- 28 - Internationale protesten volgen op Franse kernproeven.

zonder datum
- De Bijbel verschijnt als Rooms-Katholieke Willibrordvertaling (WV)
- Het Ebolavirus doodt 244 Afrikanen in Kikwit in Congo.

## Muziek

### Klassieke muziek
- 15 januari: eerste uitvoering van de Sonatine voor piano van Kalevi Aho
- 20 januari: eerste uitvoering van Gala water van Sally Beamish
- 26 januari: eerste uitvoering van Vioolconcert van Sally Beamish
- 5 februari: eerste uitvoering van Prelude to the calm sea van Vagn Holmboe
- 24 maart: eerste uitvoering van Vespers van David Matthews
- 31 maart: eerste uitvoering van Shadows van Leonardo Balada
- 22 april: eerste uitvoering van Diptych van Julian Anderson
- 13 mei: eerste uitvoering van I Was Looking at the Ceiling and Then I Saw the Sky van John Adams
- 28 juni: eerste uitvoering van Elandsonate van Johan Kvandal
- 20 juli: eerste uitvoering van Strijkkwartet nr. 2 van Seppo Pohjola
- 2 augustus: eerste uitvoering van Altvioolconcert nr. 1 van Sally Beamish
- 15 september: eerste uitvoering van Symfonie nr. 2 (tweede versie) van Kalevi Aho
- 8 oktober: eerste uitvoering van Symfonie nr. 10 van Gloria Coates
- 21 oktober: eerste uitvoering van Fantasie voor hardangerviool en strijkorkest van Johan Kvandal
- 23 oktober: eerste uitvoering van Road movies van John Adams
- 1 november: eerste uitvoering van Syvien vesien juhla van Kalevi Aho
- 10 november: eerste uitvoering van Lollapalooza van John Adams

### Populaire muziek
Bestverkochte singles in Nederland:
1. Guus Meeuwis & Vagant - Het Is Een Nacht...(Levensecht)
2. Höllenboer - Het Busje Komt Zo
3. Vangelis - Conquest Of Paradise
4. Irene Moors & De Smurfen - No Limit
5. Coolio feat. LV - Gangsta's Paradise
6. Double Vision - Knockin
7. Céline Dion - Think Twice
8. Gompie - Alice, Who the X Is Alice?
9. Charly Lownoise & Mental Theo - Wonderful Days
10. Clouseau - Passie

Bestverkochte albums in Nederland:
1. André Rieu - Strauß & co
2. Irene Moors & De Smurfen - Ga Je Mee Naar Smurfenland
3. Marco Borsato - Marco
4. Vangelis - 1492: Conquest Of Paradise
5. Bruce Springsteen - Greatest Hits
6. Irene Moors & De Smurfen - Smurf The House
7. Clouseau - Oker
8. Céline Dion - The Colour Of My Love
9. André Rieu - Wiener melange
10. René Froger - Live In Concert

## Beeldende kunst

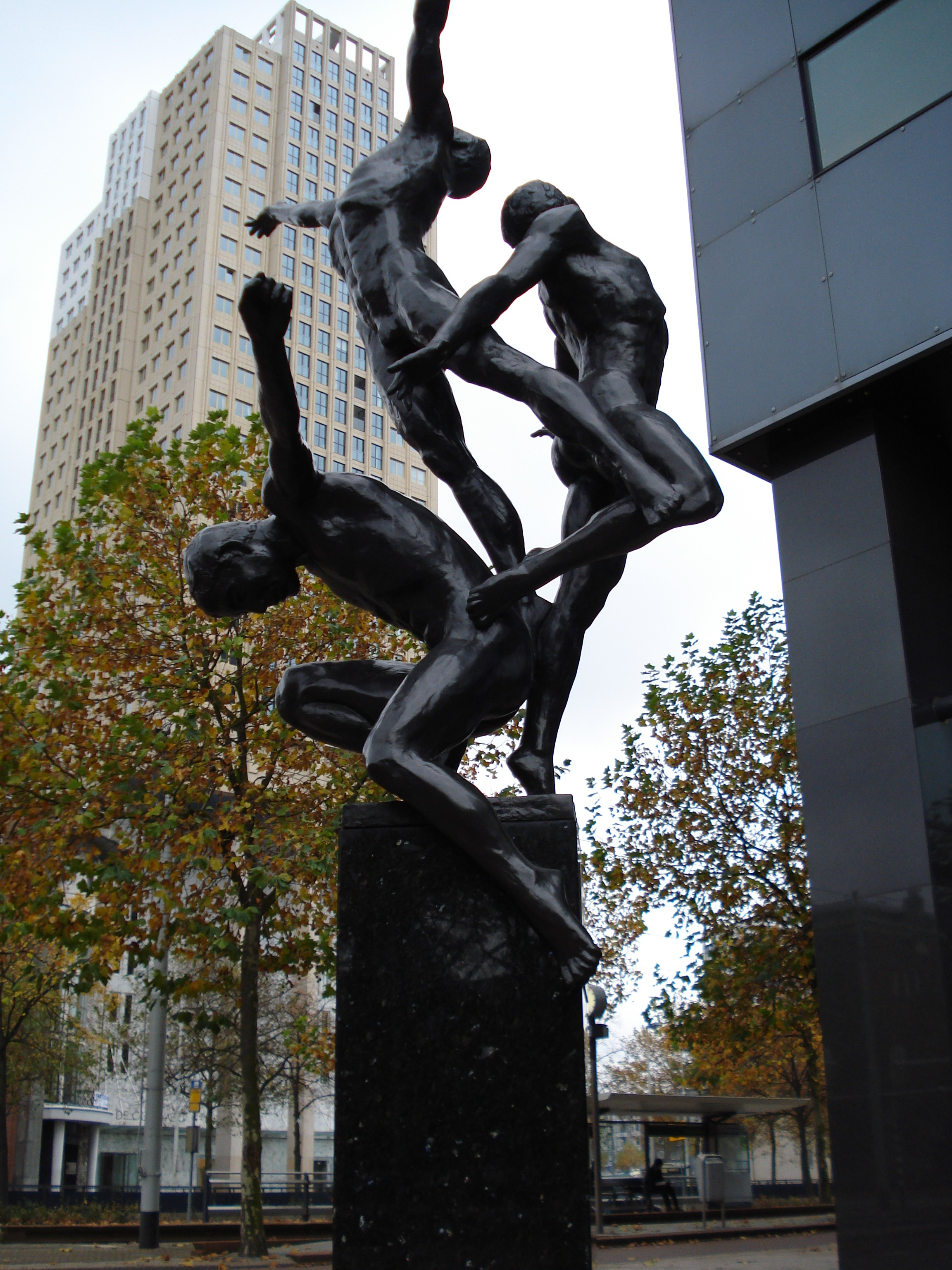
Triomf (1995) Kees Verkade, Rotterdam
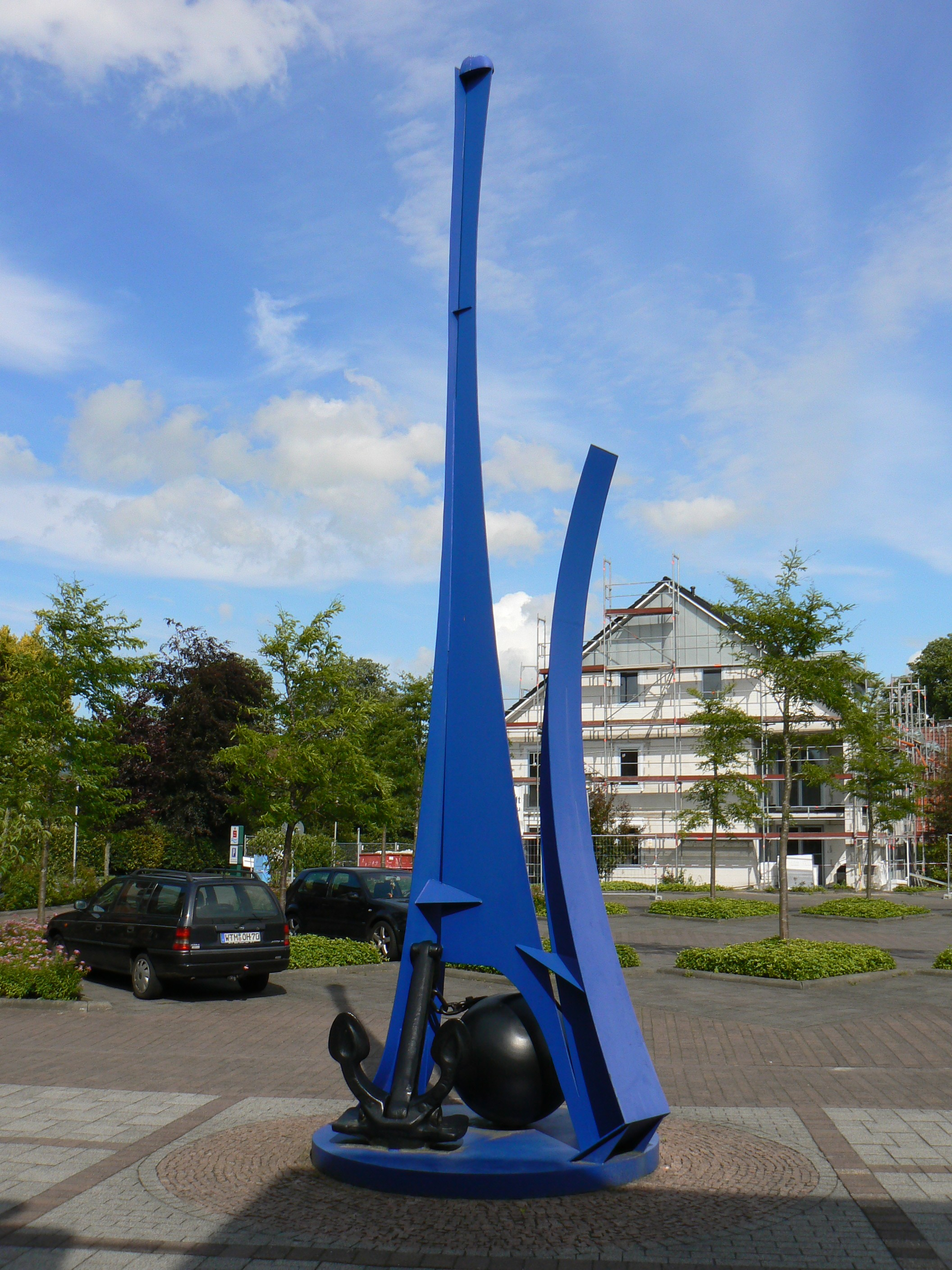
Falster (1995) Leonard Wübbena, Esens

## Bouwkunst

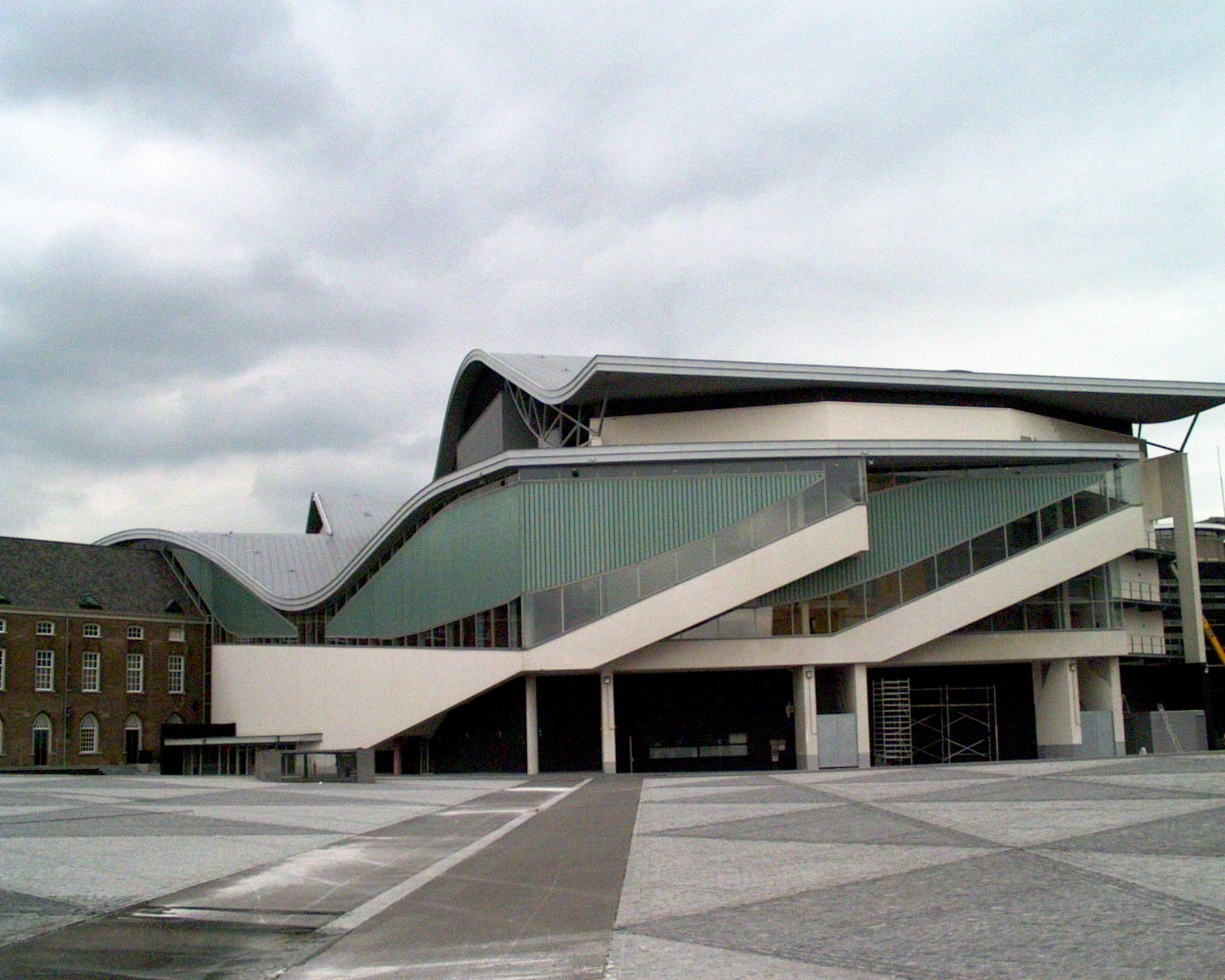
Chassé Theater Breda, Herman Hertzberger
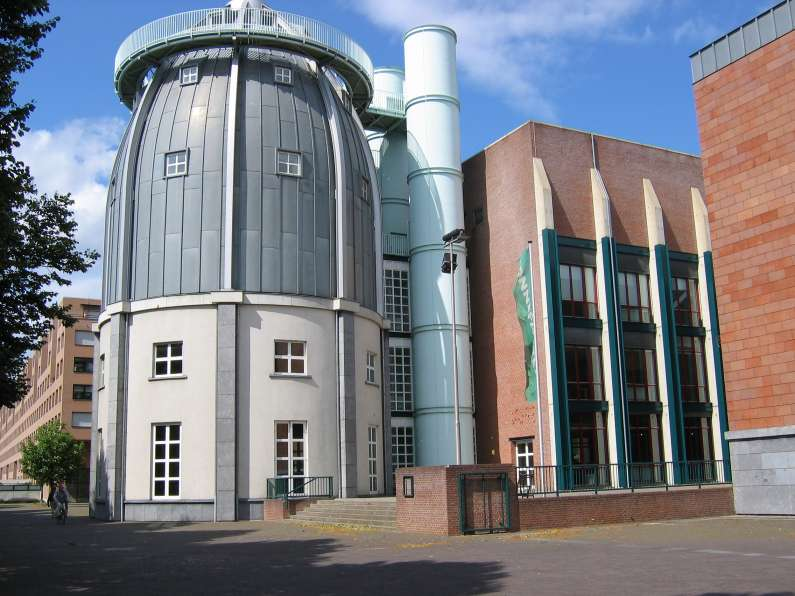
Bonnefantenmuseum Maastricht, Aldo Rossi

## Geboren

### Januari

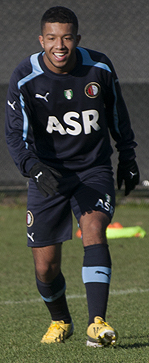
Tonny Trindade de Vilhena,
geboren op 3 januari

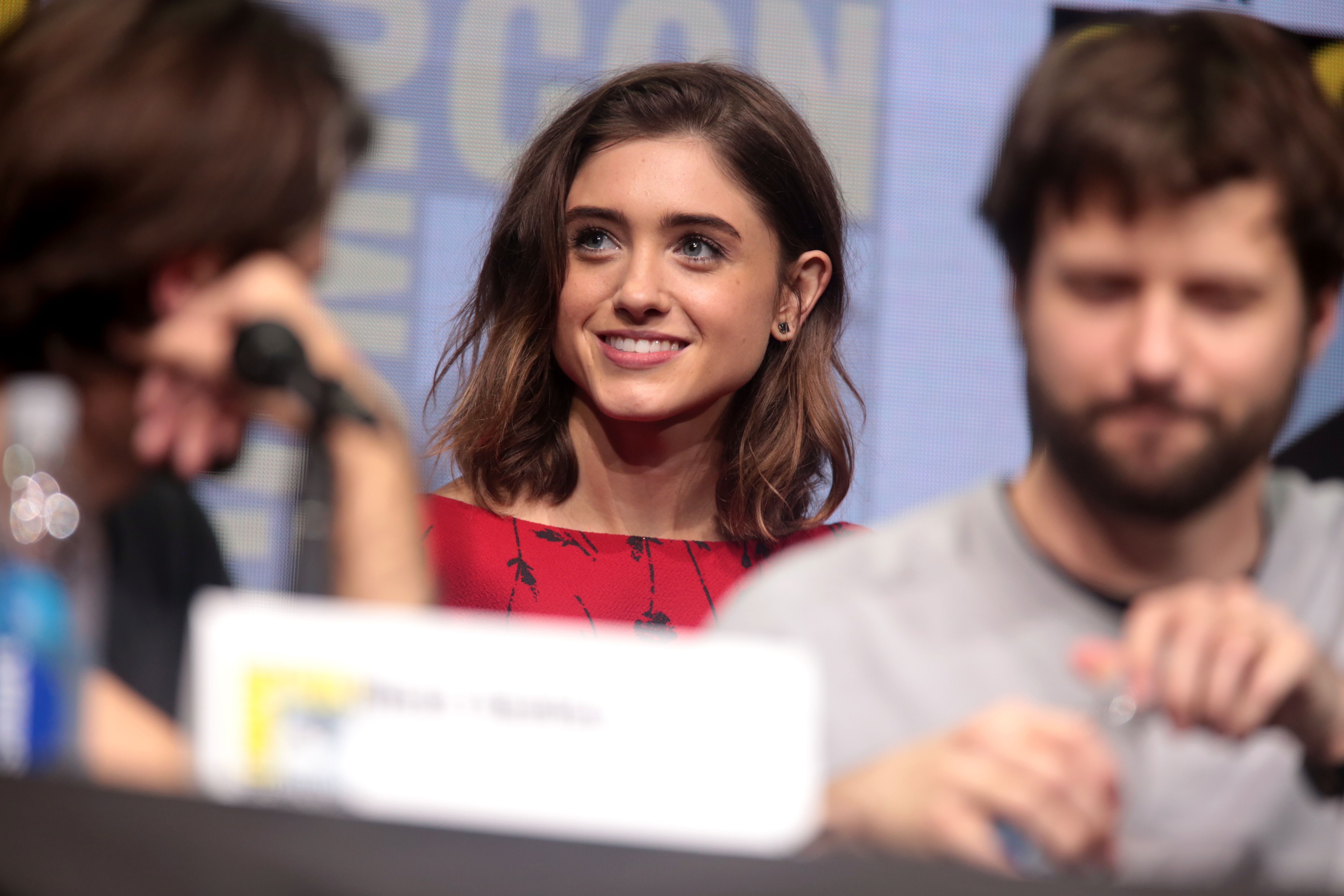
Natalia Dyer,
geboren op 13 januari

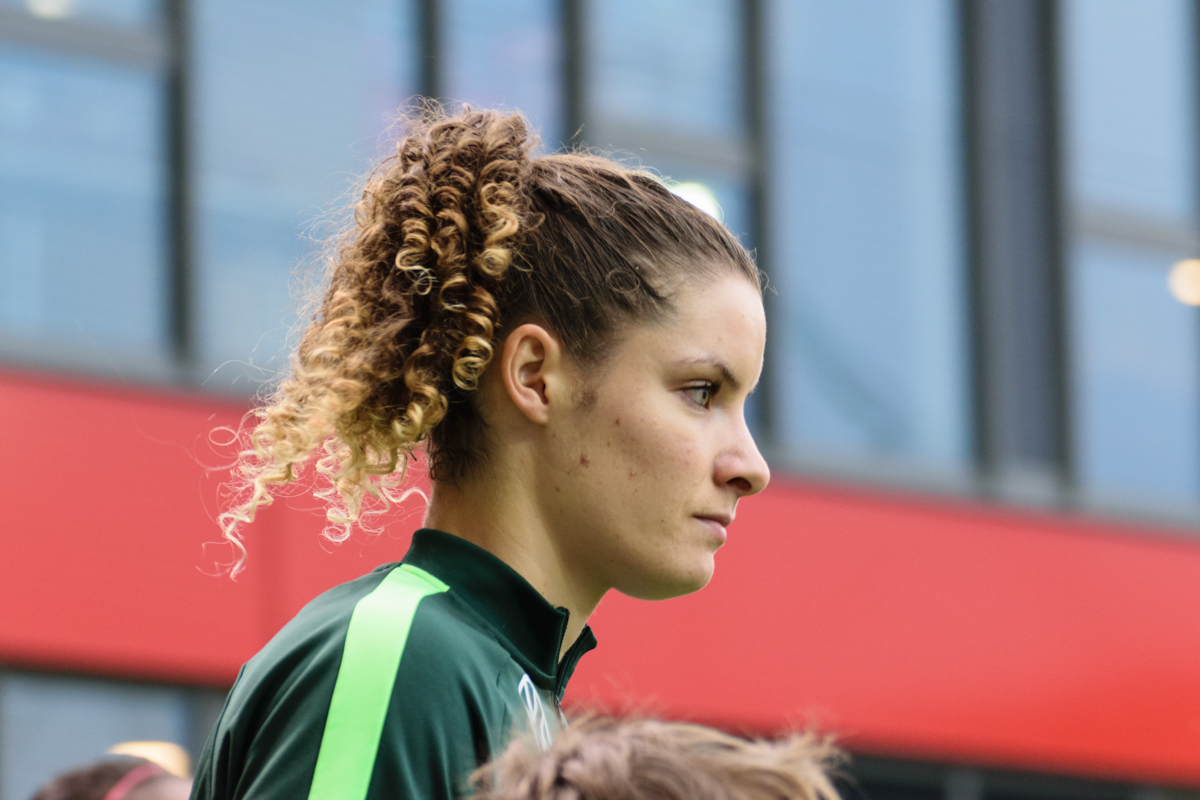
Dominique Janssen,
geboren op 17 januari

- 1 - Sardar Azmoun, Iraans voetballer
- 1 - Adam Campbell, Engels voetballer
- 1 - Miguel María García, Paraguayaans autocoureur
- 1 - Recep Niyaz, Turks voetballer
- 1 - Lauri Vuorinen, Fins langlaufer
- 3 - Tonny Trindade de Vilhena, Nederlands voetballer
- 4 - Kaja Grobelna, Belgisch volleybalster
- 4 - Maddie Hasson, Amerikaans actrice
- 4 - María Isabel, Spaans zangeres
- 4 - Miguel Oliveira, Portugees motorcoureur
- 5 - Meindert van Buuren, Nederlands autocoureur
- 5 - Francis Lopez, Frans componist
- 6 - Michaela DePrince, Sierra Leonees-Amerikaans balletdanseres (overleden 2024)
- 7 - Tomislav Gomelt, Kroatisch voetballer
- 9 - Devendra Harne, persoon met de meeste vingers en tenen
- 9 - Loiza Lamers, Nederlands model
- 10 - Tan Sixin, Chinees gymnaste
- 13 - Natalia Dyer, Amerikaans actrice
- 14 - Robin Hendrix, Belgisch atleet
- 14 - Nicolas Huber, Zwitsers snowboarder
- 14 - Gera op den Kelder, Nederlands voetbalster
- 17 - Santo Condorelli, Canadees zwemmer
- 17 - Dominique Janssen, Nederlands voetbalster
- 17 - Jim van der Zee, Nederlands zanger
- 18 - Jack Miller, Australisch motorcoureur
- 18 - Elías Már Ómarsson, IJslands voetballer
- 18 - Farida Osman, Egyptisch zwemster
- 19 - Airis, Belgisch zangeres
- 19 - Mathieu van der Poel, Nederlands wielrenner
- 19 - Maximiliano Rolón, Argentijns voetballer (overleden 2022)
- 20 - José María Giménez, Uruguayaans voetballer
- 20 - Sergi Samper, Spaans voetballer
- 21 - Joelia Beloroekova, Russisch langlaufster
- 21 - Bonsa Dida, Ethiopisch atleet
- 22 - Jessie Jazz Vuijk, Nederlands model
- 24 - 3robi, Nederlands rapper
- 24 - Joni Mäki, Fins langlaufer
- 25 - Cedric Badjeck, Kameroens-Nederlands voetballer (overleden 2025)
- 25 - Benjamin Bok, Nederlands schaakgrootmeester
- 25 - Mark Caljouw, Nederlands badmintonner
- 25 - Sam Hendriks, Nederlands voetballer
- 26 - Nemanja Maksimović, Servisch voetballer
- 28 - Peet Bijen, Nederlands voetballer
- 28 - Merle Frohms, Duits voetbalster
- 29 - Carlo de Reuver, Nederlands voetballer
- 29 - Bas Tietema, Nederlands wielrenner en youtuber
- 31 - Nina Sublatti, Georgisch zangeres

### Februari

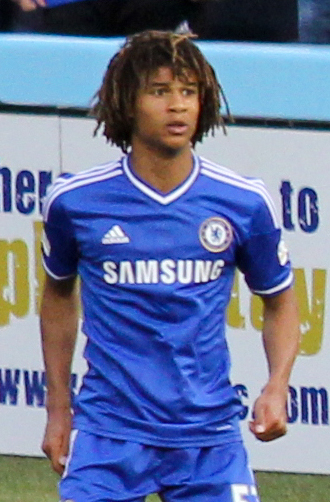
Nathan Aké,
geboren op 18 februari

- 1 - Kayla Adamek, Pools voetbalster
- 1 - Sardar Azmoun, Iraans voetballer
- 1 - Scott Hargrove, Canadees autocoureur
- 1 - Oliver Heldens, Nederlands diskjockey
- 1 - Jack McLoughlin, Australisch zwemmer
- 2 - Tom Blyth, Engels acteur
- 2 - Liam Grimshaw, Engels voetballer
- 2 - Astrid Verhoeven, Belgisch atlete
- 4 - Anastasia Sedova, Russisch langlaufster
- 4 - Lisa Vittozzi, Italiaans biatlete
- 5 - Andrine Tomter, Noors voetbalster
- 6 - Jorrit Hendrix, Nederlands voetballer
- 6 - Jacqueline Lölling, Duits skeletonracer
- 6 - Nyck de Vries, Nederlands autocoureur
- 7 - Kyriakos Athanasiou, Cypriotisch voetbalscheidsrechter
- 8 - Mijat Gaćinović, Servisch voetballer
- 8 - Joshua Kimmich, Duits voetballer
- 9 - Sheraldo Becker, Nederlands voetballer
- 9 - Nadine Visser, Nederlands atlete
- 10 - Marta Alberto, Angolees handbalster
- 11 - Chivv, Nederlands rapper
- 11 - Rick Karsdorp, Nederlands voetballer
- 11 - Milan Škriniar, Slowaaks voetballer
- 11 - Johanna Stockschläder, Duits handbalster
- 12 - Ed Jones, autocoureur uit de Verenigde Arabische Emiraten
- 13 - Lia Neal, Amerikaans zwemster
- 13 - Lisa Zweerman, Nederlands actrice
- 14 - Charlotte Bonnet, Frans zwemster
- 14 - Nikita Tregoebov, Russisch skeletonracer
- 16 - Jessica Hawkins, Brits autocoureur
- 17 - Matt Campbell, Australisch autocoureur
- 17 - Jeff Hardeveld, Nederlands voetballer
- 18 - Nathan Aké, Nederlands voetballer
- 18 - Michail Koljada, Russisch kunstschaatser
- 20 - Maarten de Fockert, Nederlands voetballer
- 21 - Tim Hölscher, Duits voetballer
- 21 - Robin van der Meer, Nederlands voetballer
- 23 - Valarie Allman, Amerikaans atlete
- 23 - Sam Hemeleers, Belgisch basketballer
- 24 - Luca Ghiotto, Italiaans autocoureur
- 25 - Arbër Zeneli, Zweeds-Kosovaars voetballer
- 26 - Kristofor Mahler, Canadees freestyleskiër
- 26 - Griedge Mbock Bathy, Frans voetbalster
- 26 - Clayton Murphy, Amerikaans atleet
- 27 - John Filippi, Frans autocoureur

### Maart

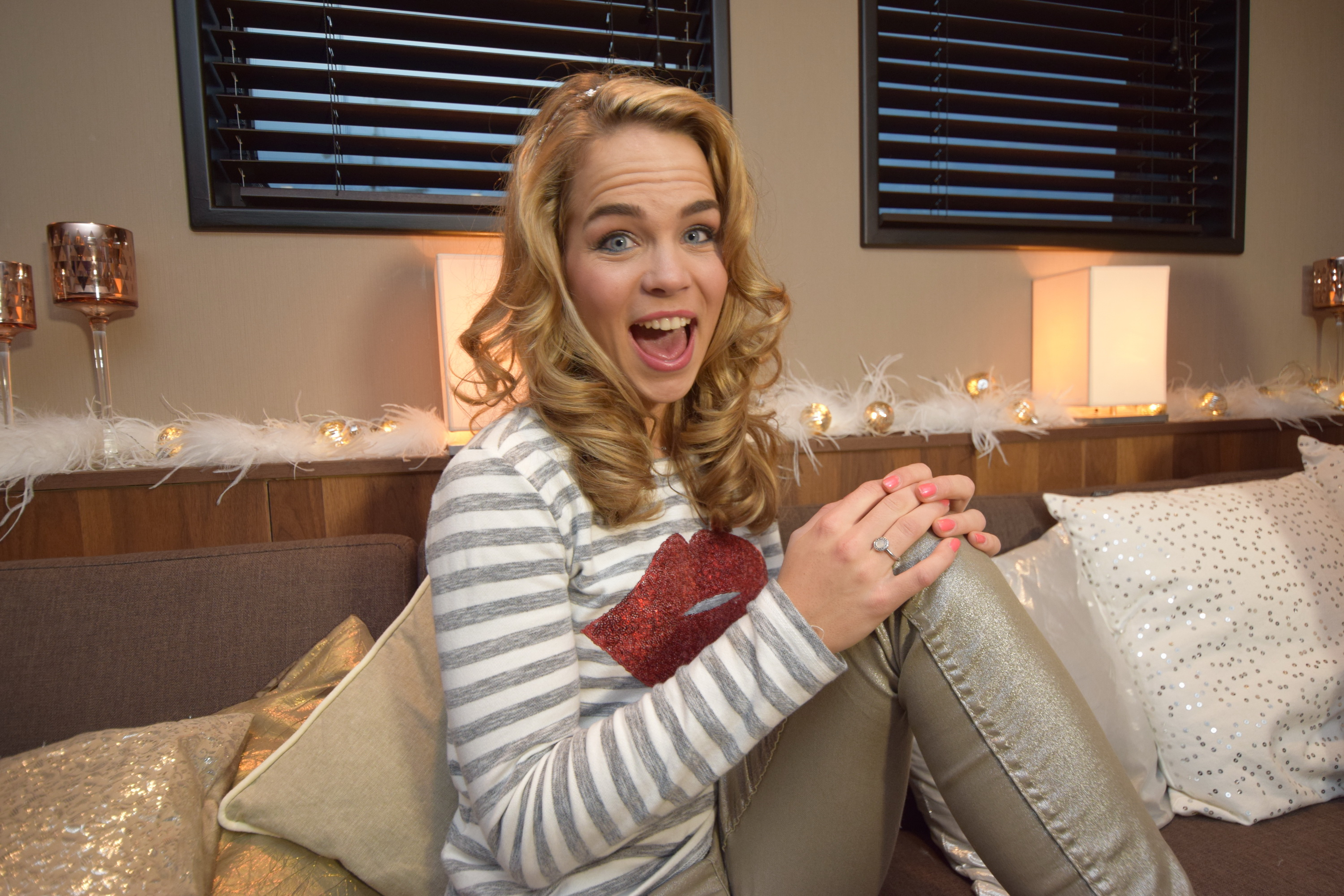
Klaasje Meijer,
geboren op 2 maart

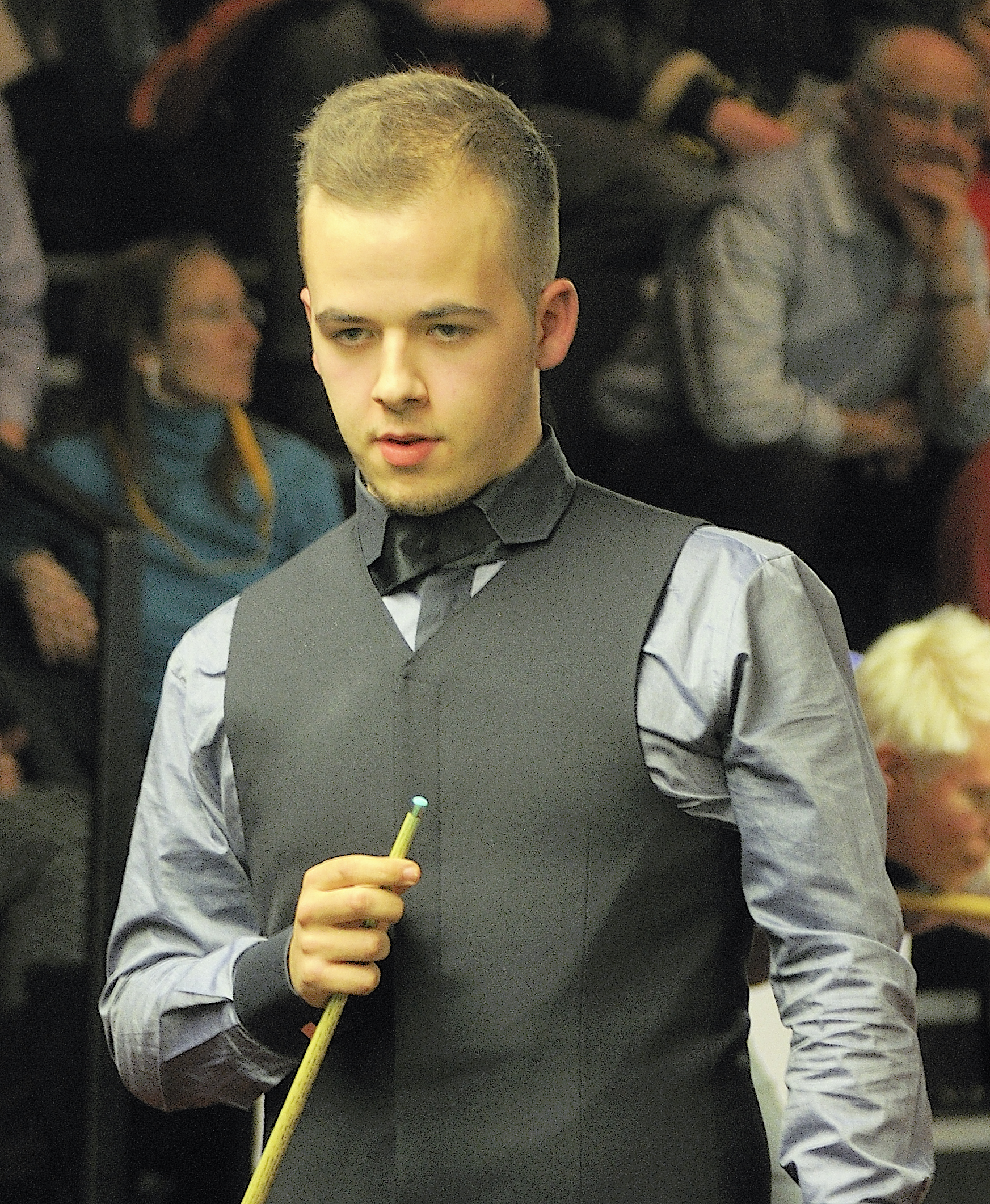
Luca Brecel,
geboren op 8 maart

- 1 - Vincent Abril, Frans autocoureur
- 1 - Wessel Dammers, Nederlands voetballer
- 1 - Elín Metta Jensen, IJslands voetbalster
- 2 - Marije van Hunenstijn, Nederlands atlete
- 2 - Klaasje Meijer, Nederlands zangeres
- 3 - Dzifa Kusenuh, Nederlands actrice
- 3 - Jari Oosterwijk, Nederlands voetballer
- 4 - Malin Aune, Noors handbalster
- 6 - Deniz Muric, Belgisch voetballer
- 6 - Annelies Törös, Belgisch-Hongaars model en Miss België 2015
- 7 - Urša Bogataj, Sloveens schansspringster
- 8 - Luca Brecel, Belgisch snookerspeler
- 9 - Ángel Correa, Argentijns voetballer
- 9 - Nadezjda Karpova, Russisch voetbalster
- 10 - Sean Rayhall, Amerikaans autocoureur
- 10 - Sanne Vloet, Nederlands model
- 11 - Marlène van Gansewinkel, Nederlands atlete
- 11 - Mareille Meijering, Nederlands wielrenster
- 11 - Zeus de la Paz, Nederlands voetbaldoelman
- 13 - Michał Rozmys, Pools atleet
- 13 - Mikaela Shiffrin, Amerikaans alpineskiester
- 15 - Kalidiatou Niakaté, Frans handbalster
- 16 - Rick van den IJssel, Nederlands hockeyer
- 17 - Moris Kvitelasjvili, Russisch-Georgisch kunstschaatser
- 17 - Claressa Shields, Amerikaans boksster
- 19 - Thierry Brinkman, Nederlands hockeyer
- 20 - Johan Berg, Noors freestyleskiër
- 20 - Shamier Little, Amerikaans atlete
- 22 - Anna Klink, Duits voetbalster
- 23 - Michael Cherry, Amerikaans atleet
- 23 - Victoria Pedretti, Amerikaans actrice
- 25 - Bilal Başacıkoğlu, Nederlands-Turks voetballer
- 27 - Mac Bohonnon, Amerikaans freestyleskiër
- 27 - Monica Geuze, Nederlands dj en vlogster
- 30 - Tao Geoghegan Hart, Schots wielrenner
- 30 - Anna Moorhouse, Engels voetbalster
- 30 - Rani Nagels, Belgisch atlete

### April

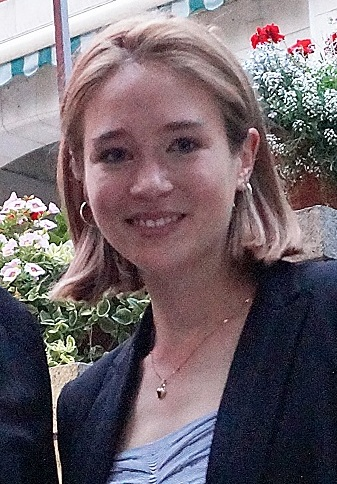
Zofia Wichłacz,
geboren op 5 april

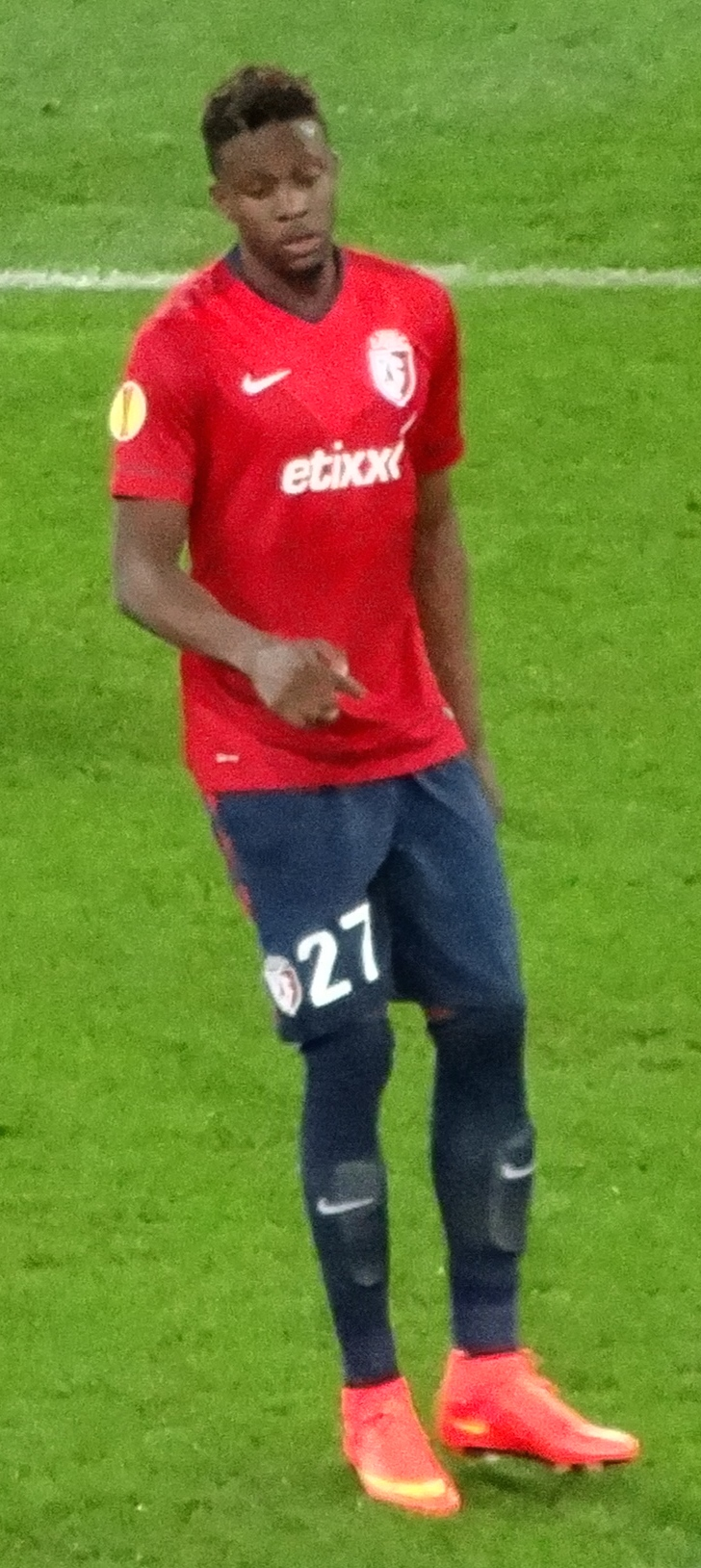
Divock Origi,
geboren op 18 april

- 2 - Sergej Revjakin, Russisch voetballer
- 3 - Reed Malone, Amerikaans zwemmer
- 4 - Dmitri Balandin, Kazachs zwemmer
- 5 - Clara Direz, Frans alpineskiester
- 5 - Zofia Wichłacz, Pools actrice
- 6 - Antoinette de Jong, Nederlands schaatsster
- 7 - Tiril Sjåstad Christiansen, Noors freestyleskiester
- 9 - Garett Grist, Canadees autocoureur
- 10 - Adriana Jelínková, Nederlands alpineskiester
- 11 - Sandy Stuvik, Thais-Noors autocoureur
- 12 - Melissa Venema, Nederlands trompettiste
- 12 - Lorenzo Venuti, Italiaans voetballer
- 14 - Sjef van den Berg, Nederlands boogschutter
- 15 - Michael Chadwick, Amerikaans zwemmer
- 17 - Cor, Nederlands rapper
- 17 - Clark Smith, Amerikaans zwemmer
- 17 - Joy Sunday, Amerikaans actrice
- 18 - Virginia Gardner, Amerikaans actrice
- 18 - Divock Origi, Belgisch voetballer
- 19 - Madison Love, Amerikaans zangeres
- 19 - Leah Smith, Amerikaans zwemster
- 21 - Amber Pate, Australisch wielrenster
- 23 - Gigi Hadid, Amerikaans fotomodel en televisiepersoonlijkheid
- 24 - Erika Seltenreich-Hodgson, Canadees zwemster
- 28 - Alexander Graham, Australisch zwemmer
- 28 - Shane Williamson, Japans langebaanschaatser
- 29 - Viktoria Sinitsina, Russisch kunstschaatsster
- 30 - Aleksej Tsjervotkin, Russisch langlaufer

### Mei
- 2 - Wang Xindi, Chinees freestyleskiër
- 3 - Dominika Hašková, Tsjechisch zangeres
- 4 - Menelaos Antoniou, Cypriotisch voetbalscheidsrechter
- 4 - Raibu Katayama, Japans snowboarder
- 5 - James Connor, Australisch schoonspringer
- 5 - Niels Hintermann, Zwitsers alpineskiër
- 7 - Fred Kerley, Amerikaans atleet
- 8 - Rai Vloet, Nederlands voetballer
- 9 - Alemitu Heroye, Ethiopisch atlete
- 9 - Shaboozey, Amerikaans rapper en singer-songwriter
- 9 - Frank van der Slot, Nederlands gamer, youtuber en presentator
- 10 - Nedim Buza, Bosnisch basketballer
- 10 - Missy Franklin, Amerikaans zwemster
- 10 - Aya Nakamura, Malinees-Frans zangeres
- 10 - Gabriella Papadakis, Frans kunstschaatsster
- 11 - Rony, Braziliaans voetballer
- 12 - Sawyer Sweeten, Amerikaans kindacteur (overleden 2015)
- 14 - Aurèle Vandeputte, Belgisch atleet
- 15 - Ksenia Sitnik, Wit-Russisch zangeres
- 16 - Sarah Missinne, Belgisch atlete
- 16 - Leevi Mutru, Fins noordse combinatieskiër
- 18 - Lam Dorji, Bhutanees boogschutter
- 20 - Axel Journiaux, Frans wielrenner
- 20 - Vjatsjeslav Karavajev, Russisch voetballer
- 21 - Jarryd Hughes, Australisch snowboarder
- 21 - Sho Tsuboi, Japans autocoureur
- 22 - Paul Gerstgraser, Oostenrijks noordse combinatieskiër
- 23 - Ronald Koeman jr., Nederlands voetballer
- 24 - Job Beintema, Nederlands atleet
- 25 - Madeline Groves, Australisch zwemster
- 26 - Moïse Trustfull, Nederlands actrice
- 27 - Jeroen Lumu, Nederlands voetballer
- 28 - Lukas Gage, Amerikaans acteur
- 29 - Matthyas het Lam, Nederlands YouTuber
- 29 - Danas Rapšys, Litouws zwemmer
- 30 - Madisyn Cox, Amerikaans zwemster
- 30 - Sascha van Zelst, Nederlands voetbalster
- 31 - Romain Le Gac, Frans kunstschaatser
- 31 - Anita Madsen, Deens kunstschaatsster
- 31 - Mia Tomlinson, Brits actrice

### Juni

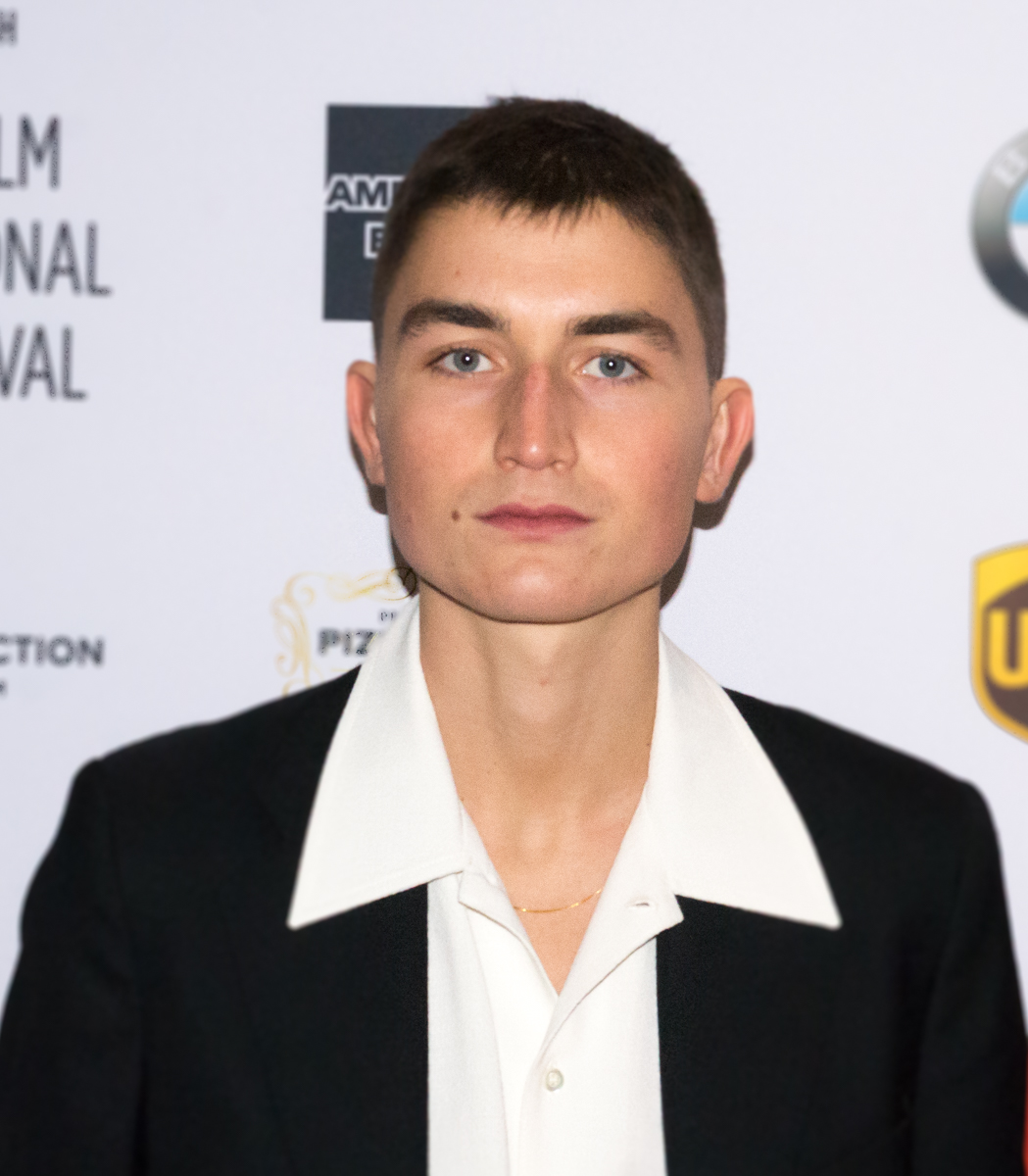
Gustav Lindh,
geboren op 4 juni

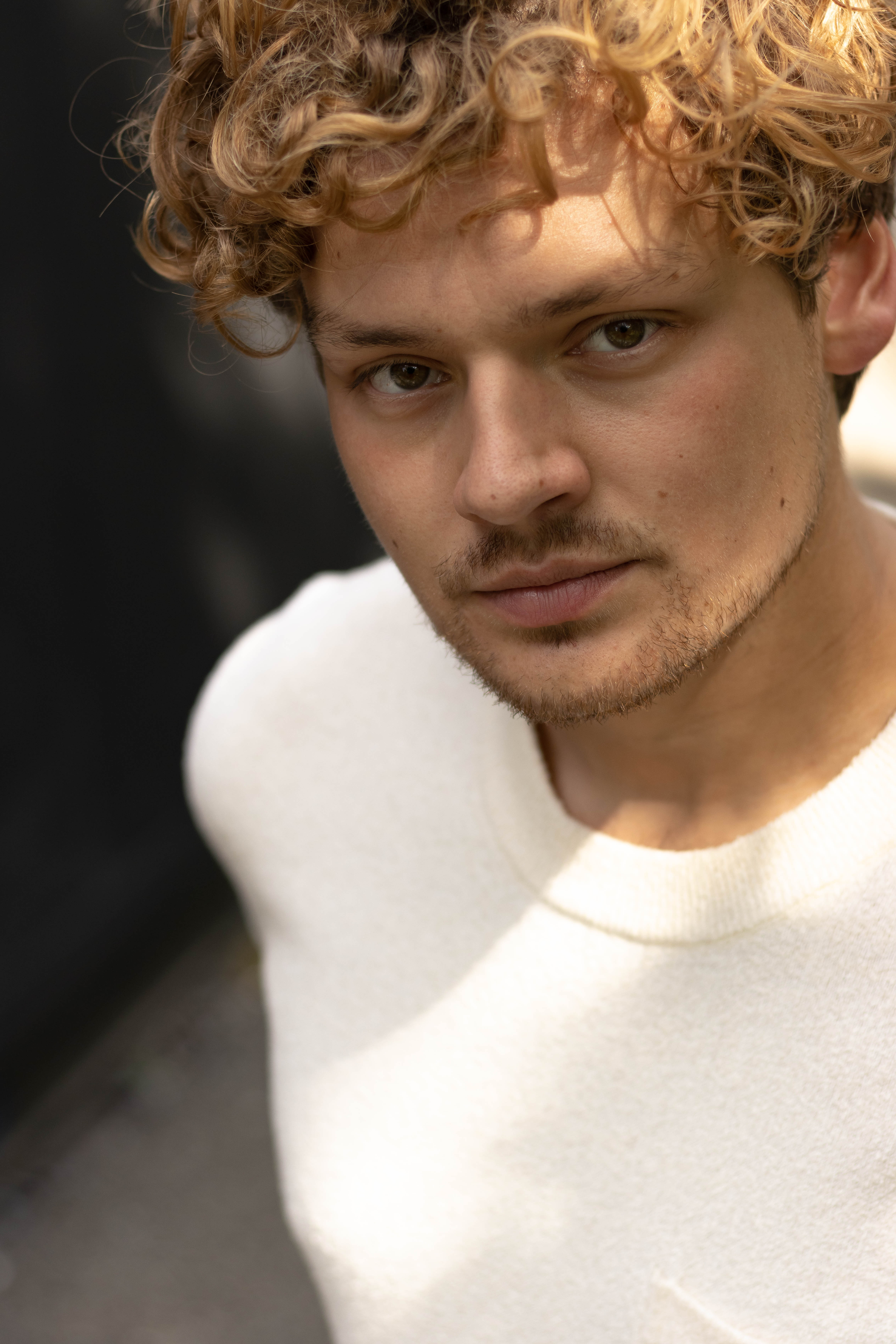
Soy Kroon,
geboren op 18 juni

- 1 - Jordi van den Bussche, Nederlands Youtuber
- 1 - Carlos Castro García, Spaans voetballer
- 1 - Stewart McSweyn, Australisch atleet
- 1 - Peter John Stevens, Sloveens zwemmer
- 3 - Michail Dovgaljoek, Russisch zwemmer
- 4 - Gustav Lindh, Zweeds acteur
- 4 - Elise Meijerink, Nederlands voetbalster
- 5 - Troye Sivan, Australisch acteur en zanger
- 6 - Jonna Adlerteg, Zweeds gymnaste
- 6 - Štefan Hadalin, Sloveens alpineskiër
- 6 - Masato Sakai, Japans zwemmer
- 7 - Andrés Arroyo, Puerto Ricaans atleet
- 7 - Romain Nicodème, Belgisch atleet
- 7 - Nika Turković, Kroatische zangeres
- 10 - Charlotte Bankes, Frans snowboardster
- 11 - Lisa Naalsund, Noors voetbalster
- 12 - Julio Moreno, Ecuadoraans autocoureur
- 13 - Petra Vlhová, Slowaaks alpineskiester
- 15 - Emmanuel Korir, Keniaans atleet
- 15 - Tsegaye Mekonnen, Ethiopisch atleet
- 16 - Jake Dennis, Brits autocoureur
- 16 - Jerlan Pernebekov, Kazachs wielrenner (overleden 2014)
- 16 - Joseph Schooling, Singaporees zwemmer
- 16 - Mattia Zaccagni, Italiaans voetballer
- 17 - Anamarija Lampič, Sloveens langlaufster
- 17 - Clément Lenglet, Frans voetballer
- 18 - Maksim Kovtoen, Russisch kunstschaatser
- 18 - Soy Kroon, Nederlands (musical)acteur
- 18 - Michael Saruni, Keniaans atleet
- 19 - Dylan Bronn, Frans-Tunesisch voetballer
- 19 - Aleksandr Krasnych, Russisch zwemmer
- 19 - Yukiya Sato, Japans schansspringer
- 20 - Jordymone9, Nederlands rapper
- 20 - Caroline Weir, Schots voetbalster
- 21 - Ben Broeders, Belgisch atleet
- 21 - Oscar Wester, Zweeds freestyleskiër
- 22 - Ilkka Herola, Fins noordse combinatieskiër
- 22 - Stanislav Nikitin, Russisch freestyleskiër
- 22 - Alessio Rovera, Italiaans autocoureur
- 23 - Hao Yun, Chinees zwemmer
- 23 - Danna Paola, Mexicaans zangeres en actrice
- 27 - Ryan Held, Amerikaans zwemmer
- 27 - Dmitri Soeranovitsj, Russisch autocoureur
- 27 - Glódís Perla Viggósdóttir, IJslands voetbalster
- 28 - Demi-Leigh Nel-Peters, Zuid-Afrikaans model
- 29 - Ivan Brkić, Kroatisch voetbaldoelman
- 29 - Nicholas Latifi, Canadees autocoureur
- 30 - Jessica Hansen, Australisch zwemster
- 30 - Ali Khamis Khamis, Bahreins atleet
- 30 - Andrzej Stękała, Pools schansspringer

### Juli

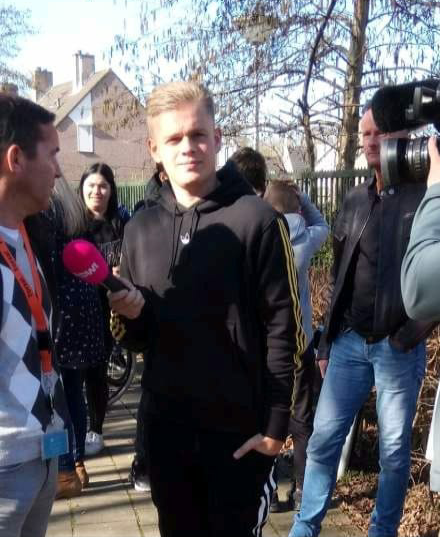
Dennis Schouten,
geboren op 20 juli

- 2 - Ryan Murphy, Amerikaans zwemmer
- 3 - Daniele Bagozza, Italiaans snowboarder
- 3 - Felipe Fraga, Braziliaans autocoureur
- 4 - Post Malone, Amerikaans zanger
- 5 - Valentin Belon, Frans voetballer
- 9 - Georgie Henley, Engels actrice
- 10 - Trayvon Bromell, Amerikaans atleet
- 10 - Ada Hegerberg, Noors voetbalster
- 10 - Keaton McCargo, Amerikaans freestyleskiester
- 11 - Émilien Jacquelin, Frans biatleet
- 12 - Mason Alexander Park, Amerikaans acteur
- 12 - Moses Simon, Nigeriaans voetballer
- 12 - Yohio, Zweeds singer-songwriter
- 13 - Vilde Bøe Risa, Noors voetbalster
- 13 - Zharnel Hughes, Brits atleet
- 13 - Sandie Toletti, Frans voetbalster
- 14 - Serge Gnabry, Duits voetballer
- 17 - Ymkje Clevering, Nederlands roeister
- 17 - Mina Fürst Holtmann, Noors alpineskiester
- 17 - Michela Moioli, Italiaans snowboardster
- 18 - Maryna Bech-Romantsjoek, Oekraïens atlete
- 18 - Sui Wenjing, Chinees kunstschaatsster
- 19 - Manuel Akanji, Zwitsers voetballer
- 19 - Jhorrmountain, Nederlands-Antilliaanse rapper
- 19 - Marko Rog, Kroatisch voetballer
- 19 - Romee Strijd, Nederlands model
- 20 - Dylan Mertens, Nederlands voetballer
- 20 - Moussa Sanoh, Nederlands voetballer
- 20 - Dennis Schouten, Nederlands verslaggever en presentator
- 20 - Zaqhwan Zaidi, Maleisisch motorcoureur
- 21 - Øystein Bråten, Noors freestyleskiër
- 21 - Sanne van Dijke, Nederlands judoka
- 22 - Ashley Cain, Amerikaans kunstschaatsster
- 23 - Anna Strolenberg, Nederlands  (euro)politica (Volt Europa)
- 24 - Maximilian Scheib, Chileens motorcoureur
- 24 - Frederikke Thøgersen, Deens voetbalster
- 25 - Maria Sakkari, Grieks tennisster
- 25 - Ilse van der Zanden, Nederlands voetbalster
- 27 - Cees Bol, Nederlands wielrenner
- 28 - Berglind Rós Ágústsdóttir, IJslands voetbalster
- 28 - Aveline Hijlkema, Nederlands langebaanschaatsster
- 28 - Renato Tapia, Peruviaans voetballer
- 28 - Julia van der Toorn, Nederlands zangeres
- 29 - Guðrún Arnardóttir, IJslands voetbalster
- 29 - Luca Stolz, Duits autocoureur
- 30 - Hirving Lozano, Mexicaans voetballer
- 31 - Victoria Carl, Duits langlaufster

### Augustus

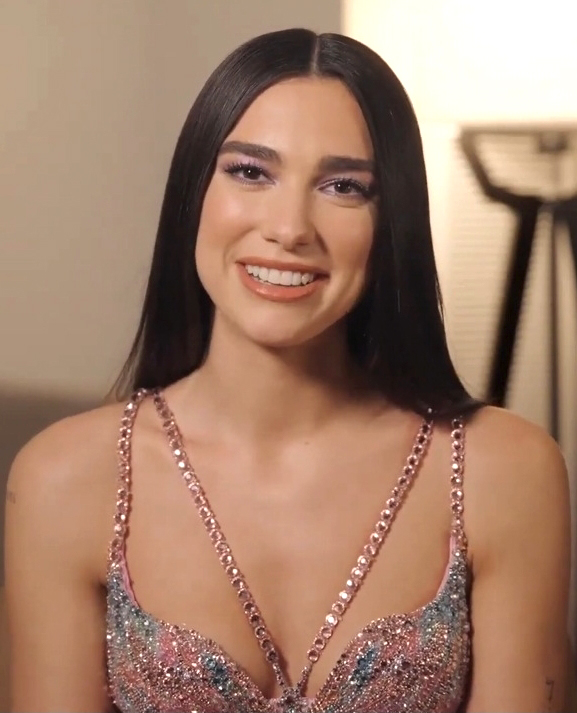
Dua Lipa,
geboren op 22 augustus

- 1 - Garrett Gerloff, Amerikaans motorcoureur
- 1 - Sebastian Kislinger, Oostenrijks snowboarder
- 1 - Leah Neale, Australisch zwemster
- 1 - Grigori Tarasevitsj, Russisch zwemmer
- 2 - Filippa Curmark, Zweeds voetbalster
- 3 - Vojtěch Štursa, Tsjechisch schansspringer
- 3 - Kenta Yamashita, Japans autocoureur
- 4 - Jessica Sanchez, Amerikaans singer-songwriter
- 6 - Rebecca Peterson, Zweeds tennisster
- 6 - Amy Forsyth, Canadees actrice
- 7 - Laura de Witte, Nederlands atlete
- 7 - Florian Grillitsch, Oostenrijks voetballer
- 8 - Malin Reitan, Noors zangeres
- 8 - Rick Broers, Nederlands videomaker
- 9 - Luca Zander, Duits voetballer
- 10 - Lauren De Ruyck, Belgisch zangeres
- 10 - Bethany Galat, Amerikaans zwemster
- 11 - Brad Binder, Zuid-Afrikaans motorcoureur
- 11 - Charlie Eastwood, Noord-Iers autocoureur
- 12 - Synne Skinnes Hansen, Noors voetbalster
- 13 - Pieter Gerkens, Belgisch voetballer
- 13 - Jay Lamoureux, Canadees baanwielrenner
- 13 - Nicole Rajičová, Slowaaks kunstschaatsster
- 15 - Sam Oomen, Nederlands wielrenner
- 15 - Zhao Shuai, Chinees taekwondoka
- 16 - Carré Albers, Nederlands (stem)actrice
- 16 - Marco Schwarz, Oostenrijks alpineskiër
- 17 - Gracie Gold, Amerikaans kunstschaatsster
- 19 - Queensy Menig, Nederlands voetballer
- 19 - Aleksandra Stepanova, Russisch kunstschaatsster
- 19 - Xu Jiayu, Chinees zwemmer
- 20 - Douglas Souza, Braziliaans volleyballer
- 22 - Dua Lipa, Brits zangeres
- 22 - Fleur Savelkoel, Nederlands volleybalster
- 24 - Jay Litherland, Amerikaans zwemmer
- 25 - Dustin Mijnders, Nederlands voetballer
- 26 - Amalie Eikeland, Noors voetbalster
- 27 - Reda Kharchouch, Nederlands voetballer
- 27 - Sergej Sirotkin, Russisch autocoureur
- 28 - Andreas Wellinger, Duits schansspringer
- 29 - Andreas Bäckman, Zweeds autocoureur
- 30 - Brandon Davis, Amerikaans snowboarder
- 31 - Henrik Nalbandjan, Armeens voetbalscheidsrechter

### September

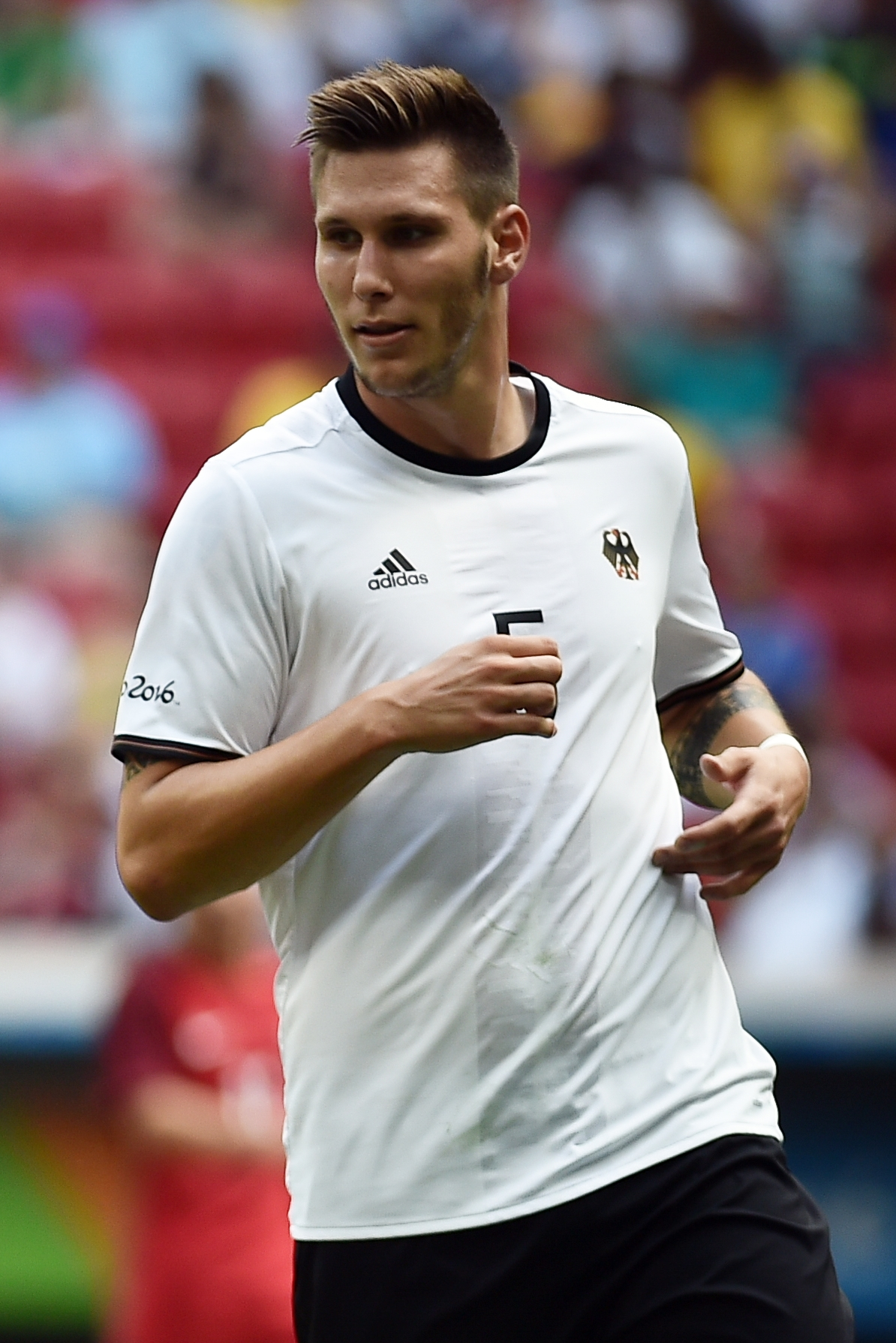
Niklas Süle,
geboren op 3 september

- 1 - Rowan Cheshire, Brits freestyleskiester
- 1 - Kiley McKinnon, Amerikaans freestyleskiester
- 2 - Django Warmerdam, Nederlands voetballer
- 3 - Niklas Süle, Duits voetballer
- 5 - Glenn de Blois, Nederlands snowboarder
- 6 - Machel Cedenio, atleet uit Trinidad en Tobago
- 6 - Natalja Neprjajeva, Russisch langlaufster
- 6 - Bertrand Traoré, Burkinees voetballer
- 6 - Lotte Lie, Noors-Belgisch biatleet
- 7 - Oskar Svensson, Zweeds langlaufer
- 8 - Martin Ponsiluoma, Zweeds biatleet
- 8 - Elisabeth Black, Canadees turnster
- 9 - André Rudersdorf, Duits autocoureur
- 10 - Jozo, Nederlands rapper
- 11 - Kevin Jörg, Zwitsers autocoureur
- 11 - Kai Mahler, Zwitsers freestyleskiër
- 12 - Raphael Dwamena, Ghanees voetballer (overleden 2023)
- 12 - Steven Gardiner, Bahamaans atleet
- 12 - Lee Sang-ho, Zuid-Koreaans snowboarder
- 15 - Clint Leemans, Nederlands voetballer
- 16 - Aaron Gordon, Amerikaans basketballer
- 18 - Hildur Antonsdóttir, IJslands voetbalster
- 18 - Yuri Kisil, Canadees zwemmer
- 19 - Maarten Brzoskowski, Nederlands zwemmer
- 19 - Ramona Maier, Duits voetbalster
- 20 - Laura Dekker, Nederlands zeezeilster
- 21 - Katie McCabe, Iers voetbalster
- 21 - Nicolas Pohler, Duits autocoureur
- 22 - Sofie Krehl, Duits langlaufster
- 23 - Jack Aitken, Brits-Koreaans autocoureur
- 24 - Bart van Nunen, Nederlands atleet
- 25 - Sofía Reyes, Amerikaans zangeres
- 26 - Dejan Dražić, Servisch voetballer
- 29 - Tara Hetharia, Nederlands actrice
- 29 - Dominique Karregat, Nederlands tennisster
- 29 - Yolane Kukla, Australisch zwemster
- 29 - Sasha Lane, Amerikaanse actrice

### Oktober

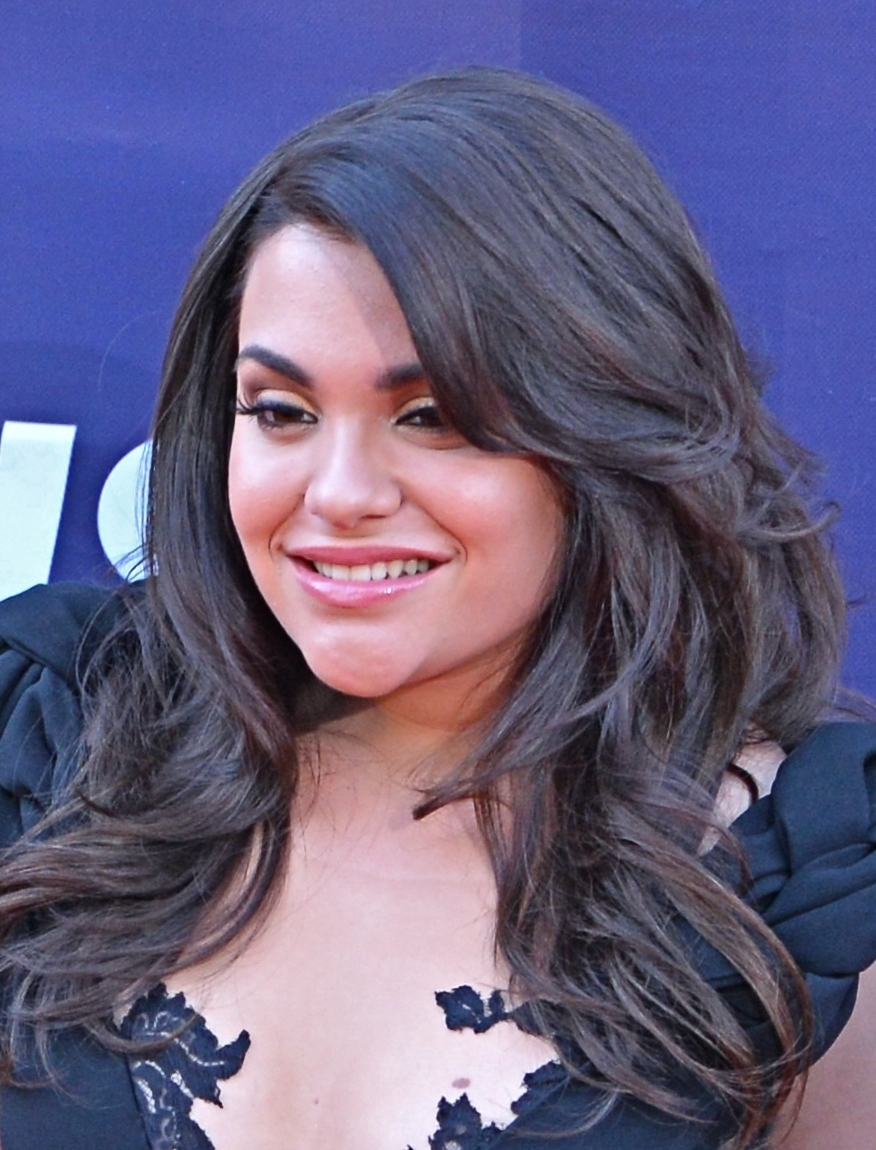
Shelley Vol,
geboren op 18 oktober

- 1 - Jules Szymkowiak, Nederlands autocoureur
- 2 - Anne van Dam, Nederlands golfster
- 3 - Snelle (Lars Bos), Nederlands rapper, zanger en tv-presentator
- 4 - Ralf Mackenbach, Nederlands zanger
- 5 - Victor Franzoni, Braziliaans autocoureur
- 6 - Casey Andringa, Amerikaans freestyleskiër
- 6 - Cejhae Greene, atleet uit Antigua en Barbuda
- 6 - Kirsten Nesse, Duits voetbalster
- 9 - Kenny Tete, Nederlands voetballer
- 12 - Yan Zibei, Chinees zwemmer
- 16 - Nadine Fähndrich, Zwitsers langlaufster
- 16 - Egor Orudzhev, Russisch autocoureur
- 17 - Benoît Cosnefroy, Frans wielrenner
- 18 - Floortje Mackaij, Nederlands wielrenster
- 18 - Yui Ohashi, Japans zwemster
- 18 - Amy Vol en Shelley Vol, Nederlandse zangeressen en tweelingzussen
- 21 - Yulimar Rojas, Venezolaans atlete
- 23 - Clayton da Silveira da Silva, Braziliaans voetballer
- 23 - Agnes Tirop, Keniaans atlete (overleden 2021)
- 24 - Marissa Damink - Nederlands atlete
- 26 - Celeste Plak, Nederlands volleybalster
- 26 - Niki Tuuli, Fins motorcoureur
- 27 - Meriame Terchoun, Zwitsers voetbalster
- 29 - Taku Hiraoka, Japans snowboarder
- 29 - Tarran Mackenzie, Schots motorcoureur
- 29 - Kohta Nozane, Japans motorcoureur
- 30 - Raies Roshanali, Nederlands voetballer
- 30 - Emile Verdonck, Belgisch atleet
- 31 - Darnell Furlong, Engels voetballer
- 31 - Sam Hofman, Nederlands dj

### November
- 1 - Elise Mehuys, Belgisch atlete

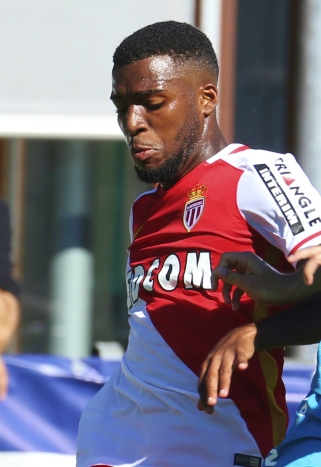
Thomas Lemar,
geboren op 12 november

- 2 - Liban Abdulahi, Nederlands voetballer
- 2 - Eva Urevc, Sloveens langlaufster
- 3 - Kelly Catlin, Amerikaans weg- en baanwielrenster (overleden 2019)
- 3 - Kendall Jenner, Amerikaans televisiepersoonlijkheid en model
- 3 - Coline Mattel, Frans schansspringster
- 3 - Christian Nummedal, Noors freestyleskiër
- 4 - Gustav Malja, Zweeds autocoureur
- 6 - Ineke Van Schoor, Belgisch acrogymnaste
- 7 - Cody Ware, Amerikaans autocoureur
- 10 - Lewis Irving, Canadees freestyleskiër
- 10 - Lucile Lefevre, Frans snowboardster
- 12 - Madelen Janogy, Zweeds voetbalster
- 12 - Thomas Lemar, Frans voetballer
- 12 - Davina Michelle, Nederlands zangeres en youtuber
- 13 - Misha Miller, Moldavisch zangeres
- 14 - Ghirmay Ghebreslassie, Eritrees atleet
- 14 - Luka Janežič, Sloveens atleet
- 14 - Tristan Takats, Oostenrijks freestyleskiër
- 15 - Blake Pieroni, Amerikaans zwemmer
- 16 - Zsolt Szabó, Hongaars autocoureur
- 17 - Iddo van der Giessen, Nederlands organist
- 17 - EJ Obiena, Filipijns polsstokhoogspringer
- 19 - Abella Danger, Amerikaans pornoactrice
- 20 - Theo Bongonda, Belgisch voetballer
- 20 - Timothy Cheruiyot, Keniaans atleet
- 20 - Iván García, Spaans wielrenner
- 21 - Solano Cassamajor, Belgisch acrogymnast
- 23 - Brittany Broben, Australisch schoonspringster
- 23 - Bastien Dechepy, Frans voetbalscheidsrechter
- 23 - Austin Majors, Amerikaans acteur (overleden 2023)
- 24 - Tobiasz Pawlak, Pools wielrenner
- 25 - Denzel Comenentia, Nederlands atleet
- 25 - Maxime Meiland, Nederlands mediapersoonlijkheid
- 25 - Ben O'Connor, Australisch wielrenner
- 26 - James Guy, Brits zwemmer
- 28 - Idaly, Nederlands rapper en muziekproducent
- 29 - Laura Marano, Amerikaans actrice
- 29 - Siobhan-Marie O'Connor, Brits zwemster
- 30 - Seb Morris, Welsh autocoureur

### December

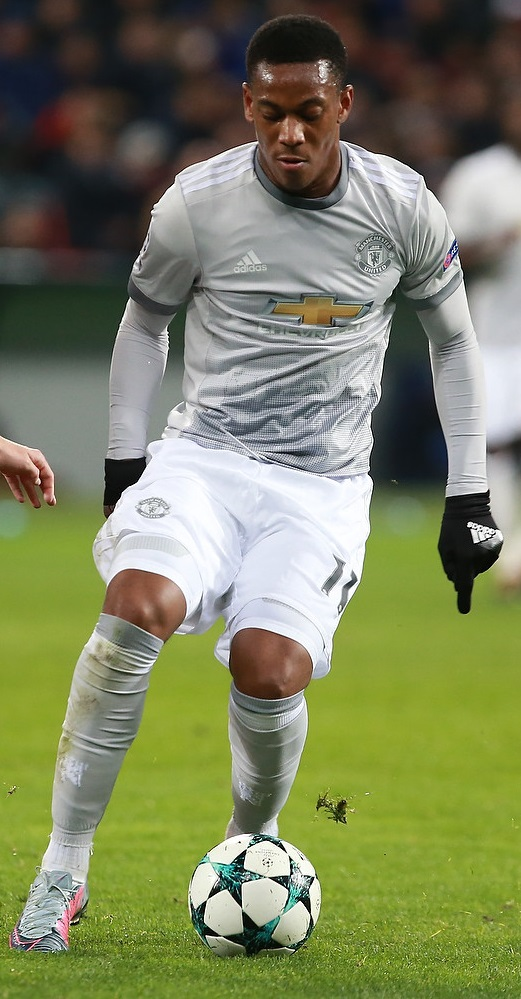
Anthony Martial,
geboren op 5 december

- 2 - Torin Yater-Wallace, Amerikaans freestyleskiër
- 3 - Marco Tadé, Zwitsers freestyleskiër
- 3 - Angèle Van Laeken, Belgisch zangeres
- 4 - Dina Asher-Smith, Brits atlete
- 5 - Nico Jamin, Frans autocoureur
- 5 - Anthony Martial, Frans voetballer
- 5 - Kaetlyn Osmond, Canadees kunstschaatsster
- 7 - Patrick Roest, Nederlands schaatser
- 8 - Álex Rins, Spaans motorcoureur
- 10 - Fredrik Aursnes, Noors voetballer
- 11 - Taylor Ferns, Amerikaans autocoureur
- 11 - Laura Müller, Duits atlete
- 11 - Natalja Soboleva, Russisch snowboardster
- 13 - Emma Corrin, Brits acteur
- 19 - Dominique Ohaco, Chileens freestyleskiester
- 21 - Michael Ruben Rinaldi, Italiaans motorcoureur
- 21 - Margo Van Puyvelde, Belgisch atlete
- 23 - Scott Deroue, Nederlands motorcoureur
- 23 - Noelle Maritz, Zwitsers voetbalster
- 23 - Christophe Ponsson, Frans motorcoureur
- 27 - David Browne, voetballer uit Papoea-Nieuw-Guinea
- 27 - Timothée Chalamet, Frans-Amerikaans acteur
- 29 - Kelly Pannek, Amerikaans ijshockeyster
- 29 - Kirill Prigoda, Russisch zwemmer
- 30 - Valentin Chauvin, Frans langlaufer
- 30 - Andreas Schuler, Zwitsers schansspringer

### Datum onbekend
- Acraze, Amerikaans dj en muziekproducent
- Bob uit Zuid, Nederlands rapper
- Merel Ek, Nederlands journaliste
- Katie Koss, Oekraïens-Nederlandse singer-songwriter
- Sophia Mason, Nederlands-Brits zangeres en danseres
- Josha Stradowski, Nederlands acteur

## Weerextremen in België
- 15 januari: Overstromingen in het Maasbekken.
- januari: Hoge maandtotalen neerslag in ganse land: tot 393 mm in Libramont.
- 31 januari: In Ukkel is de afgelopen decade de natste van alle januari-decades van de eeuw: 89,2 mm neerslag in tien dagen.
- 15 februari: Een tornado veroorzaakt schade in Rêves (Les Bons Villers), nabij Charleroi.
- winter: Winter met hoogste neerslagtotaal: 365,9 mm (normaal 202,1 mm).
- 3 juli: Plaatselijk vallen er tijden onweders die over de provincies Limburg en Antwerpen trekken hagelstenen zo groot als kippeneieren.
- 11 juli: Neerslag in één dag: tot 119 mm in Brasschaat.
- 22 augustus: 26 opeenvolgende dagen heeft het in Ukkel niet geregend.
- 6 november: Minimumtemperatuur in Elsenborn (Bütgenbach) : −10,1 °C.
- 12 november: Maximumtemperatuur bereikt 20,5 °C in Geraardsbergen en Ernage (Gembloers), 21,0 °C in Thimister.

Bron: KMI Gegevens Ukkel 1901-2003 met aanvullingen 